# Lista de asteroides (497001-498000)
Esta é uma lista parcial de asteroides, do asteroide número 497001 até o 498000, inclusive. Veja também o índice com todas as listas disponíveis.

| Objeto Próximos à Terra | Cinturão de asteroides (interno) | Cinturão de asteroides (externo) | Centauro       |
| Cruzador de Marte       | Cinturão de asteroides (meio)    | Troianos de Júpiter              | Transnetuniano |

Veja mais dados de cada asteroide na ligação externa para o Minor Planet Center na última coluna.
Índice: 497001... 497101... 497201... 497301... 497401... 497501... 497601... 497701... 497801... 497901... 

## 497001–497100
| Designação | Designação | Descoberta  | Descoberta        | Descobridor(es)        | Categoria | Mais informações / Referência |
| Permanente | Provisória | Data        | Local             | Descobridor(es)        | Categoria | Mais informações / Referência |
| ---------- | ---------- | ----------- | ----------------- | ---------------------- | --------- | ----------------------------- |
| 497001     | 2002 UC43  | 30 out 2002 | Kitt Peak         | Spacewatch             | —         | MPC                           |
| 497002     | 2002 UH64  | 30 out 2002 | Apache Point      | SDSS                   | —         | MPC                           |
| 497003     | 2002 UG78  | 29 out 2002 | Palomar           | NEAT                   | Juno      | MPC                           |
| 497004     | 2002 VN14  | 6 nov 2002  | Socorro           | LINEAR                 | —         | MPC                           |
| 497005     | 2002 XN99  | 6 nov 2002  | Socorro           | LINEAR                 | —         | MPC                           |
| 497006     | 2002 YE12  | 31 dez 2002 | Socorro           | LINEAR                 | —         | MPC                           |
| 497007     | 2003 AO22  | 5 jan 2003  | Socorro           | LINEAR                 | —         | MPC                           |
| 497008     | 2003 BG3   | 24 jan 2003 | La Silla          | A. Boattini, H. Scholl | —         | MPC                           |
| 497009     | 2003 BU35  | 29 jan 2003 | Socorro           | LINEAR                 | —         | MPC                           |
| 497010     | 2003 BJ36  | 26 jan 2003 | Kitt Peak         | Spacewatch             | —         | MPC                           |
| 497011     | 2003 BA82  | 27 jan 2003 | Wrightwood        | J. W. Young            | —         | MPC                           |
| 497012     | 2003 BE83  | 31 jan 2003 | Socorro           | LINEAR                 | —         | MPC                           |
| 497013     | 2003 DT10  | 26 fev 2003 | Campo Imperatore  | CINEOS                 | —         | MPC                           |
| 497014     | 2003 ED19  | 6 mar 2003  | Anderson Mesa     | LONEOS                 | —         | MPC                           |
| 497015     | 2003 FX65  | 26 mar 2003 | Kitt Peak         | Spacewatch             | —         | MPC                           |
| 497016     | 2003 FC74  | 26 mar 2003 | Haleakala         | NEAT                   | —         | MPC                           |
| 497017     | 2003 FS103 | 24 mar 2003 | Kitt Peak         | Spacewatch             | —         | MPC                           |
| 497018     | 2003 GJ51  | 6 abr 2003  | Bergisch Gladbach | W. Bickel              | —         | MPC                           |
| 497019     | 2003 GN51  | 9 abr 2003  | Palomar           | NEAT                   | —         | MPC                           |
| 497020     | 2003 HY    | 24 mar 2003 | Kitt Peak         | Spacewatch             | —         | MPC                           |
| 497021     | 2003 HB29  | 28 abr 2003 | Socorro           | LINEAR                 | —         | MPC                           |
| 497022     | 2003 KB36  | 29 mai 2003 | Kitt Peak         | Spacewatch             | —         | MPC                           |
| 497023     | 2003 LX7   | 1 jun 2003  | Cerro Tololo      | M. W. Buie             | —         | MPC                           |
| 497024     | 2003 QS1   | 19 ago 2003 | Campo Imperatore  | CINEOS                 | —         | MPC                           |
| 497025     | 2003 QW30  | 24 ago 2003 | Socorro           | LINEAR                 | —         | MPC                           |
| 497026     | 2003 QP49  | 22 ago 2003 | Palomar           | NEAT                   | —         | MPC                           |
| 497027     | 2003 QE73  | 25 ago 2003 | Socorro           | LINEAR                 | —         | MPC                           |
| 497028     | 2003 QG93  | 27 ago 2003 | Palomar           | NEAT                   | —         | MPC                           |
| 497029     | 2003 QL95  | 30 ago 2003 | Kitt Peak         | Spacewatch             | —         | MPC                           |
| 497030     | 2003 QV117 | 26 ago 2003 | Cerro Tololo      | M. W. Buie             | —         | MPC                           |
| 497031     | 2003 RC4   | 1 set 2003  | Socorro           | LINEAR                 | —         | MPC                           |
| 497032     | 2003 SG    | 17 set 2003 | Anderson Mesa     | LONEOS                 | —         | MPC                           |
| 497033     | 2003 SF1   | 16 set 2003 | Kitt Peak         | Spacewatch             | —         | MPC                           |
| 497034     | 2003 SX8   | 17 set 2003 | Kitt Peak         | Spacewatch             | —         | MPC                           |
| 497035     | 2003 SA29  | 18 set 2003 | Palomar           | NEAT                   | —         | MPC                           |
| 497036     | 2003 SA32  | 16 set 2003 | Kitt Peak         | Spacewatch             | —         | MPC                           |
| 497037     | 2003 SO60  | 17 set 2003 | Kitt Peak         | Spacewatch             | —         | MPC                           |
| 497038     | 2003 SC121 | 17 set 2003 | Socorro           | LINEAR                 | —         | MPC                           |
| 497039     | 2003 SP161 | 18 set 2003 | Kitt Peak         | Spacewatch             | —         | MPC                           |
| 497040     | 2003 SF164 | 20 set 2003 | Anderson Mesa     | LONEOS                 | —         | MPC                           |
| 497041     | 2003 SQ166 | 21 set 2003 | Socorro           | LINEAR                 | —         | MPC                           |
| 497042     | 2003 SO197 | 21 set 2003 | Anderson Mesa     | LONEOS                 | —         | MPC                           |
| 497043     | 2003 SA216 | 20 set 2003 | Socorro           | LINEAR                 | —         | MPC                           |
| 497044     | 2003 SR278 | 30 set 2003 | Socorro           | LINEAR                 | —         | MPC                           |
| 497045     | 2003 SQ281 | 19 set 2003 | Kitt Peak         | Spacewatch             | —         | MPC                           |
| 497046     | 2003 SC287 | 29 set 2003 | Kitt Peak         | Spacewatch             | —         | MPC                           |
| 497047     | 2003 SD287 | 29 set 2003 | Kitt Peak         | Spacewatch             | —         | MPC                           |
| 497048     | 2003 SG298 | 18 set 2003 | Haleakala         | NEAT                   | —         | MPC                           |
| 497049     | 2003 SW324 | 17 set 2003 | Kitt Peak         | Spacewatch             | —         | MPC                           |
| 497050     | 2003 SV327 | 19 set 2003 | Kitt Peak         | Spacewatch             | —         | MPC                           |
| 497051     | 2003 SW327 | 19 set 2003 | Anderson Mesa     | LONEOS                 | —         | MPC                           |
| 497052     | 2003 SO342 | 17 set 2003 | Kitt Peak         | Spacewatch             | —         | MPC                           |
| 497053     | 2003 SA345 | 18 set 2003 | Kitt Peak         | Spacewatch             | —         | MPC                           |
| 497054     | 2003 SK353 | 20 set 2003 | Anderson Mesa     | LONEOS                 | —         | MPC                           |
| 497055     | 2003 SJ371 | 26 set 2003 | Apache Point      | SDSS                   | —         | MPC                           |
| 497056     | 2003 SY371 | 26 set 2003 | Apache Point      | SDSS                   | —         | MPC                           |
| 497057     | 2003 SY411 | 28 set 2003 | Apache Point      | SDSS                   | —         | MPC                           |
| 497058     | 2003 SZ428 | 19 set 2003 | Kitt Peak         | Spacewatch             | —         | MPC                           |
| 497059     | 2003 SA430 | 29 set 2003 | Anderson Mesa     | LONEOS                 | —         | MPC                           |
| 497060     | 2003 TX58  | 1 out 2003  | Kitt Peak         | Spacewatch             | —         | MPC                           |
| 497061     | 2003 UF25  | 17 out 2003 | Anderson Mesa     | LONEOS                 | —         | MPC                           |
| 497062     | 2003 UO32  | 16 out 2003 | Kitt Peak         | Spacewatch             | —         | MPC                           |
| 497063     | 2003 UD40  | 16 out 2003 | Kitt Peak         | Spacewatch             | —         | MPC                           |
| 497064     | 2003 UK48  | 16 out 2003 | Anderson Mesa     | LONEOS                 | —         | MPC                           |
| 497065     | 2003 UU69  | 18 out 2003 | Kitt Peak         | Spacewatch             | —         | MPC                           |
| 497066     | 2003 UL102 | 15 out 2003 | Anderson Mesa     | LONEOS                 | —         | MPC                           |
| 497067     | 2003 UC144 | 18 out 2003 | Anderson Mesa     | LONEOS                 | —         | MPC                           |
| 497068     | 2003 UP165 | 21 out 2003 | Kitt Peak         | Spacewatch             | —         | MPC                           |
| 497069     | 2003 UC174 | 21 out 2003 | Kitt Peak         | Spacewatch             | —         | MPC                           |
| 497070     | 2003 UP232 | 24 out 2003 | Socorro           | LINEAR                 | —         | MPC                           |
| 497071     | 2003 UL254 | 19 out 2003 | Kitt Peak         | Spacewatch             | —         | MPC                           |
| 497072     | 2003 UA352 | 19 out 2003 | Apache Point      | SDSS                   | —         | MPC                           |
| 497073     | 2003 UO358 | 19 out 2003 | Kitt Peak         | Spacewatch             | —         | MPC                           |
| 497074     | 2003 UB392 | 22 out 2003 | Apache Point      | SDSS                   | —         | MPC                           |
| 497075     | 2003 UR407 | 23 out 2003 | Apache Point      | SDSS                   | —         | MPC                           |
| 497076     | 2003 VP2   | 14 nov 2003 | Palomar           | NEAT                   | —         | MPC                           |
| 497077     | 2003 WJ2   | 16 nov 2003 | Kitt Peak         | Spacewatch             | —         | MPC                           |
| 497078     | 2003 WO2   | 20 out 2003 | Kitt Peak         | Spacewatch             | —         | MPC                           |
| 497079     | 2003 WR15  | 16 nov 2003 | Kitt Peak         | Spacewatch             | —         | MPC                           |
| 497080     | 2003 WD25  | 16 nov 2003 | Kitt Peak         | Spacewatch             | —         | MPC                           |
| 497081     | 2003 WQ42  | 23 nov 2003 | Catalina          | CSS                    | —         | MPC                           |
| 497082     | 2003 WS59  | 18 nov 2003 | Kitt Peak         | Spacewatch             | —         | MPC                           |
| 497083     | 2003 WW59  | 24 out 2003 | Socorro           | LINEAR                 | —         | MPC                           |
| 497084     | 2003 WC83  | 20 nov 2003 | Palomar           | NEAT                   | —         | MPC                           |
| 497085     | 2003 WS91  | 18 nov 2003 | Kitt Peak         | Spacewatch             | —         | MPC                           |
| 497086     | 2003 WM160 | 19 nov 2003 | Kitt Peak         | Spacewatch             | —         | MPC                           |
| 497087     | 2003 WG165 | 30 nov 2003 | Kitt Peak         | Spacewatch             | —         | MPC                           |
| 497088     | 2003 XB24  | 1 dez 2003  | Kitt Peak         | Spacewatch             | —         | MPC                           |
| 497089     | 2003 XT27  | 21 nov 2003 | Kitt Peak         | Spacewatch             | —         | MPC                           |
| 497090     | 2003 XB30  | 1 dez 2003  | Kitt Peak         | Spacewatch             | —         | MPC                           |
| 497091     | 2003 YO6   | 17 dez 2003 | Anderson Mesa     | LONEOS                 | —         | MPC                           |
| 497092     | 2003 YA15  | 20 nov 2003 | Socorro           | LINEAR                 | —         | MPC                           |
| 497093     | 2003 YP146 | 19 dez 2003 | Socorro           | LINEAR                 | —         | MPC                           |
| 497094     | 2004 AH    | 10 jan 2004 | Anderson Mesa     | LONEOS                 | —         | MPC                           |
| 497095     | 2004 AB7   | 19 dez 2003 | Kitt Peak         | Spacewatch             | —         | MPC                           |
| 497096     | 2004 BW1   | 16 jan 2004 | Kitt Peak         | Spacewatch             | —         | MPC                           |
| 497097     | 2004 BW7   | 17 jan 2004 | Kitt Peak         | Spacewatch             | —         | MPC                           |
| 497098     | 2004 BS65  | 21 dez 2003 | Kitt Peak         | Spacewatch             | —         | MPC                           |
| 497099     | 2004 BB85  | 29 jan 2004 | Socorro           | LINEAR                 | —         | MPC                           |
| 497100     | 2004 BQ143 | 18 dez 2003 | Kitt Peak         | Spacewatch             | —         | MPC                           |

## 497101–497200
| Designação | Designação | Descoberta  | Descoberta    | Descobridor(es) | Categoria | Mais informações / Referência |
| Permanente | Provisória | Data        | Local         | Descobridor(es) | Categoria | Mais informações / Referência |
| ---------- | ---------- | ----------- | ------------- | --------------- | --------- | ----------------------------- |
| 497101     | 2004 BT149 | 16 jan 2004 | Kitt Peak     | Spacewatch      | —         | MPC                           |
| 497102     | 2004 BO153 | 28 dez 2003 | Kitt Peak     | Spacewatch      | —         | MPC                           |
| 497103     | 2004 BO160 | 22 jan 2004 | Cerro Paranal | Paranal Obs.    | —         | MPC                           |
| 497104     | 2004 CX    | 26 jan 2004 | Anderson Mesa | LONEOS          | —         | MPC                           |
| 497105     | 2004 CH8   | 11 fev 2004 | Kitt Peak     | Spacewatch      | —         | MPC                           |
| 497106     | 2004 CC9   | 28 jan 2004 | Kitt Peak     | Spacewatch      | —         | MPC                           |
| 497107     | 2004 CA53  | 11 fev 2004 | Kitt Peak     | Spacewatch      | —         | MPC                           |
| 497108     | 2004 DP54  | 22 fev 2004 | Kitt Peak     | Spacewatch      | —         | MPC                           |
| 497109     | 2004 DV55  | 12 fev 2004 | Kitt Peak     | Spacewatch      | —         | MPC                           |
| 497110     | 2004 DG63  | 17 fev 2004 | Kitt Peak     | Spacewatch      | —         | MPC                           |
| 497111     | 2004 DE64  | 17 fev 2004 | Socorro       | LINEAR          | —         | MPC                           |
| 497112     | 2004 EH    | 11 mar 2004 | Palomar       | NEAT            | —         | MPC                           |
| 497113     | 2004 EK1   | 14 mar 2004 | Socorro       | LINEAR          | —         | MPC                           |
| 497114     | 2004 EF51  | 14 mar 2004 | Kitt Peak     | Spacewatch      | —         | MPC                           |
| 497115     | 2004 EL58  | 15 mar 2004 | Catalina      | CSS             | —         | MPC                           |
| 497116     | 2004 EX104 | 15 mar 2004 | Kitt Peak     | Spacewatch      | —         | MPC                           |
| 497117     | 2004 FU4   | 20 mar 2004 | Socorro       | LINEAR          | —         | MPC                           |
| 497118     | 2004 FM23  | 17 mar 2004 | Kitt Peak     | Spacewatch      | —         | MPC                           |
| 497119     | 2004 FL119 | 23 mar 2004 | Kitt Peak     | Spacewatch      | —         | MPC                           |
| 497120     | 2004 FO135 | 27 mar 2004 | Socorro       | LINEAR          | —         | MPC                           |
| 497121     | 2004 GY19  | 13 abr 2004 | Desert Eagle  | W. K. Y. Yeung  | —         | MPC                           |
| 497122     | 2004 GM48  | 12 abr 2004 | Kitt Peak     | Spacewatch      | —         | MPC                           |
| 497123     | 2004 KP3   | 16 mai 2004 | Socorro       | LINEAR          | —         | MPC                           |
| 497124     | 2004 LL23  | 15 jun 2004 | Socorro       | LINEAR          | —         | MPC                           |
| 497125     | 2004 NG4   | 11 jul 2004 | Socorro       | LINEAR          | —         | MPC                           |
| 497126     | 2004 NO6   | 11 jul 2004 | Socorro       | LINEAR          | —         | MPC                           |
| 497127     | 2004 NR23  | 14 jul 2004 | Socorro       | LINEAR          | —         | MPC                           |
| 497128     | 2004 PU19  | 8 ago 2004  | Anderson Mesa | LONEOS          | —         | MPC                           |
| 497129     | 2004 PC31  | 8 ago 2004  | Socorro       | LINEAR          | —         | MPC                           |
| 497130     | 2004 PC67  | 14 jul 2004 | Siding Spring | SSS             | —         | MPC                           |
| 497131     | 2004 PX80  | 10 ago 2004 | Socorro       | LINEAR          | —         | MPC                           |
| 497132     | 2004 PS95  | 13 ago 2004 | Reedy Creek   | J. Broughton    | —         | MPC                           |
| 497133     | 2004 PV97  | 14 ago 2004 | Reedy Creek   | J. Broughton    | —         | MPC                           |
| 497134     | 2004 QZ12  | 21 ago 2004 | Siding Spring | SSS             | —         | MPC                           |
| 497135     | 2004 QD20  | 26 ago 2004 | Socorro       | LINEAR          | —         | MPC                           |
| 497136     | 2004 QO26  | 23 ago 2004 | Siding Spring | SSS             | —         | MPC                           |
| 497137     | 2004 RW    | 3 set 2004  | Las Cruces    | D. S. Dixon     | —         | MPC                           |
| 497138     | 2004 RE10  | 7 set 2004  | Socorro       | LINEAR          | —         | MPC                           |
| 497139     | 2004 RC16  | 7 set 2004  | Kitt Peak     | Spacewatch      | —         | MPC                           |
| 497140     | 2004 RQ19  | 7 set 2004  | Kitt Peak     | Spacewatch      | —         | MPC                           |
| 497141     | 2004 RQ20  | 7 set 2004  | Kitt Peak     | Spacewatch      | —         | MPC                           |
| 497142     | 2004 RH38  | 7 set 2004  | Socorro       | LINEAR          | —         | MPC                           |
| 497143     | 2004 RG39  | 7 set 2004  | Socorro       | LINEAR          | —         | MPC                           |
| 497144     | 2004 RC60  | 8 set 2004  | Socorro       | LINEAR          | —         | MPC                           |
| 497145     | 2004 RG71  | 8 set 2004  | Socorro       | LINEAR          | —         | MPC                           |
| 497146     | 2004 RN89  | 8 set 2004  | Socorro       | LINEAR          | —         | MPC                           |
| 497147     | 2004 RY89  | 27 ago 2004 | Catalina      | CSS             | —         | MPC                           |
| 497148     | 2004 RO95  | 21 ago 2004 | Catalina      | CSS             | —         | MPC                           |
| 497149     | 2004 RW111 | 12 set 2004 | Kitt Peak     | Spacewatch      | —         | MPC                           |
| 497150     | 2004 RF140 | 23 ago 2004 | Kitt Peak     | Spacewatch      | —         | MPC                           |
| 497151     | 2004 RM148 | 8 set 2004  | Socorro       | LINEAR          | —         | MPC                           |
| 497152     | 2004 RW163 | 10 set 2004 | Socorro       | LINEAR          | —         | MPC                           |
| 497153     | 2004 RC170 | 8 set 2004  | Palomar       | NEAT            | —         | MPC                           |
| 497154     | 2004 RJ185 | 10 set 2004 | Socorro       | LINEAR          | —         | MPC                           |
| 497155     | 2004 RW191 | 27 ago 2004 | Catalina      | CSS             | —         | MPC                           |
| 497156     | 2004 RG194 | 10 set 2004 | Socorro       | LINEAR          | —         | MPC                           |
| 497157     | 2004 RE197 | 10 set 2004 | Socorro       | LINEAR          | —         | MPC                           |
| 497158     | 2004 RU197 | 10 set 2004 | Socorro       | LINEAR          | —         | MPC                           |
| 497159     | 2004 RF198 | 10 set 2004 | Socorro       | LINEAR          | —         | MPC                           |
| 497160     | 2004 RT208 | 11 set 2004 | Socorro       | LINEAR          | —         | MPC                           |
| 497161     | 2004 RW225 | 9 set 2004  | Socorro       | LINEAR          | —         | MPC                           |
| 497162     | 2004 RB298 | 11 set 2004 | Kitt Peak     | Spacewatch      | —         | MPC                           |
| 497163     | 2004 RH316 | 20 ago 2004 | Catalina      | CSS             | —         | MPC                           |
| 497164     | 2004 RR324 | 13 set 2004 | Socorro       | LINEAR          | —         | MPC                           |
| 497165     | 2004 RG333 | 15 set 2004 | Anderson Mesa | LONEOS          | —         | MPC                           |
| 497166     | 2004 RK336 | 15 set 2004 | Kitt Peak     | Spacewatch      | —         | MPC                           |
| 497167     | 2004 RG346 | 8 set 2004  | Socorro       | LINEAR          | —         | MPC                           |
| 497168     | 2004 SG5   | 18 ago 2004 | Siding Spring | SSS             | —         | MPC                           |
| 497169     | 2004 SO19  | 18 set 2004 | Socorro       | LINEAR          | —         | MPC                           |
| 497170     | 2004 SJ37  | 17 set 2004 | Kitt Peak     | Spacewatch      | —         | MPC                           |
| 497171     | 2004 TX1   | 18 set 2004 | Socorro       | LINEAR          | —         | MPC                           |
| 497172     | 2004 TF9   | 5 out 2004  | Kitt Peak     | Spacewatch      | —         | MPC                           |
| 497173     | 2004 TA10  | 7 out 2004  | Kitt Peak     | Spacewatch      | —         | MPC                           |
| 497174     | 2004 TK10  | 8 out 2004  | Kitt Peak     | Spacewatch      | —         | MPC                           |
| 497175     | 2004 TB11  | 15 set 2004 | Socorro       | LINEAR          | —         | MPC                           |
| 497176     | 2004 TQ13  | 9 out 2004  | Socorro       | LINEAR          | —         | MPC                           |
| 497177     | 2004 TA34  | 4 out 2004  | Kitt Peak     | Spacewatch      | —         | MPC                           |
| 497178     | 2004 TY35  | 4 out 2004  | Kitt Peak     | Spacewatch      | —         | MPC                           |
| 497179     | 2004 TG37  | 4 out 2004  | Kitt Peak     | Spacewatch      | —         | MPC                           |
| 497180     | 2004 TJ37  | 7 set 2004  | Kitt Peak     | Spacewatch      | —         | MPC                           |
| 497181     | 2004 TX41  | 4 out 2004  | Kitt Peak     | Spacewatch      | —         | MPC                           |
| 497182     | 2004 TS55  | 4 out 2004  | Kitt Peak     | Spacewatch      | —         | MPC                           |
| 497183     | 2004 TW63  | 5 out 2004  | Kitt Peak     | Spacewatch      | —         | MPC                           |
| 497184     | 2004 TA65  | 5 out 2004  | Kitt Peak     | Spacewatch      | —         | MPC                           |
| 497185     | 2004 TX69  | 5 out 2004  | Anderson Mesa | LONEOS          | —         | MPC                           |
| 497186     | 2004 TF71  | 6 out 2004  | Kitt Peak     | Spacewatch      | —         | MPC                           |
| 497187     | 2004 TU71  | 10 set 2004 | Kitt Peak     | Spacewatch      | —         | MPC                           |
| 497188     | 2004 TA93  | 17 set 2004 | Socorro       | LINEAR          | —         | MPC                           |
| 497189     | 2004 TJ113 | 7 out 2004  | Kitt Peak     | Spacewatch      | —         | MPC                           |
| 497190     | 2004 TQ135 | 8 out 2004  | Anderson Mesa | LONEOS          | —         | MPC                           |
| 497191     | 2004 TT150 | 10 set 2004 | Kitt Peak     | Spacewatch      | —         | MPC                           |
| 497192     | 2004 TU150 | 6 out 2004  | Kitt Peak     | Spacewatch      | —         | MPC                           |
| 497193     | 2004 TP159 | 6 out 2004  | Kitt Peak     | Spacewatch      | —         | MPC                           |
| 497194     | 2004 TS161 | 6 out 2004  | Kitt Peak     | Spacewatch      | —         | MPC                           |
| 497195     | 2004 TQ183 | 7 out 2004  | Kitt Peak     | Spacewatch      | —         | MPC                           |
| 497196     | 2004 TJ184 | 10 set 2004 | Kitt Peak     | Spacewatch      | —         | MPC                           |
| 497197     | 2004 TT185 | 7 out 2004  | Kitt Peak     | Spacewatch      | —         | MPC                           |
| 497198     | 2004 TU186 | 7 out 2004  | Anderson Mesa | LONEOS          | —         | MPC                           |
| 497199     | 2004 TS217 | 24 set 2004 | Kitt Peak     | Spacewatch      | —         | MPC                           |
| 497200     | 2004 TH219 | 17 set 2004 | Kitt Peak     | Spacewatch      | —         | MPC                           |

## 497201–497300
| Designação | Designação | Descoberta  | Descoberta      | Descobridor(es)      | Categoria | Mais informações / Referência |
| Permanente | Provisória | Data        | Local           | Descobridor(es)      | Categoria | Mais informações / Referência |
| ---------- | ---------- | ----------- | --------------- | -------------------- | --------- | ----------------------------- |
| 497201     | 2004 TA259 | 9 out 2004  | Kitt Peak       | Spacewatch           | —         | MPC                           |
| 497202     | 2004 TK274 | 9 out 2004  | Kitt Peak       | Spacewatch           | —         | MPC                           |
| 497203     | 2004 TF276 | 9 out 2004  | Kitt Peak       | Spacewatch           | —         | MPC                           |
| 497204     | 2004 TN278 | 9 out 2004  | Kitt Peak       | Spacewatch           | —         | MPC                           |
| 497205     | 2004 TD328 | 21 set 2004 | Anderson Mesa   | LONEOS               | —         | MPC                           |
| 497206     | 2004 UJ7   | 10 out 2004 | Socorro         | LINEAR               | —         | MPC                           |
| 497207     | 2004 UP9   | 7 out 2004  | Anderson Mesa   | LONEOS               | —         | MPC                           |
| 497208     | 2004 VQ26  | 4 nov 2004  | Catalina        | CSS                  | —         | MPC                           |
| 497209     | 2004 VY36  | 10 out 2004 | Kitt Peak       | Spacewatch           | —         | MPC                           |
| 497210     | 2004 VH38  | 14 out 2004 | Kitt Peak       | Spacewatch           | —         | MPC                           |
| 497211     | 2004 VG68  | 15 out 2004 | Kitt Peak       | Spacewatch           | —         | MPC                           |
| 497212     | 2004 VH68  | 10 nov 2004 | Kitt Peak       | Spacewatch           | —         | MPC                           |
| 497213     | 2004 VB77  | 12 nov 2004 | Catalina        | CSS                  | —         | MPC                           |
| 497214     | 2004 VZ77  | 13 nov 2004 | Catalina        | CSS                  | —         | MPC                           |
| 497215     | 2004 VY90  | 3 nov 2004  | Palomar         | NEAT                 | —         | MPC                           |
| 497216     | 2004 XF24  | 4 nov 2004  | Kitt Peak       | Spacewatch           | —         | MPC                           |
| 497217     | 2004 XK98  | 11 dez 2004 | Kitt Peak       | Spacewatch           | —         | MPC                           |
| 497218     | 2004 XX102 | 14 dez 2004 | Catalina        | CSS                  | —         | MPC                           |
| 497219     | 2004 XG131 | 10 nov 2004 | Kitt Peak       | Spacewatch           | —         | MPC                           |
| 497220     | 2004 XD134 | 3 nov 2004  | Catalina        | CSS                  | —         | MPC                           |
| 497221     | 2004 XE137 | 15 dez 2004 | Socorro         | LINEAR               | —         | MPC                           |
| 497222     | 2004 XA143 | 9 dez 2004  | Kitt Peak       | Spacewatch           | —         | MPC                           |
| 497223     | 2004 YV18  | 18 dez 2004 | Mount Lemmon    | Mount Lemmon Survey  | —         | MPC                           |
| 497224     | 2005 AN15  | 6 jan 2005  | Socorro         | LINEAR               | —         | MPC                           |
| 497225     | 2005 AD16  | 6 jan 2005  | Socorro         | LINEAR               | —         | MPC                           |
| 497226     | 2005 AA23  | 15 dez 2004 | Socorro         | LINEAR               | —         | MPC                           |
| 497227     | 2005 AN27  | 13 jan 2005 | Socorro         | LINEAR               | —         | MPC                           |
| 497228     | 2005 AV59  | 7 jan 2005  | Kitt Peak       | Spacewatch           | —         | MPC                           |
| 497229     | 2005 AU65  | 20 dez 2004 | Mount Lemmon    | Mount Lemmon Survey  | —         | MPC                           |
| 497230     | 2005 CU25  | 4 fev 2005  | Mount Lemmon    | Mount Lemmon Survey  | —         | MPC                           |
| 497231     | 2005 CY30  | 1 fev 2005  | Kitt Peak       | Spacewatch           | —         | MPC                           |
| 497232     | 2005 EF    | 1 mar 2005  | Catalina        | CSS                  | —         | MPC                           |
| 497233     | 2005 EN15  | 3 mar 2005  | Kitt Peak       | Spacewatch           | —         | MPC                           |
| 497234     | 2005 ES42  | 3 mar 2005  | Kitt Peak       | Spacewatch           | —         | MPC                           |
| 497235     | 2005 EO43  | 3 fev 2005  | Socorro         | LINEAR               | —         | MPC                           |
| 497236     | 2005 EJ94  | 9 mar 2005  | Mount Lemmon    | Mount Lemmon Survey  | —         | MPC                           |
| 497237     | 2005 EN98  | 3 mar 2005  | Catalina        | CSS                  | —         | MPC                           |
| 497238     | 2005 EH114 | 4 mar 2005  | Mount Lemmon    | Mount Lemmon Survey  | —         | MPC                           |
| 497239     | 2005 EY165 | 11 mar 2005 | Kitt Peak       | Spacewatch           | —         | MPC                           |
| 497240     | 2005 EP174 | 8 mar 2005  | Kitt Peak       | Spacewatch           | —         | MPC                           |
| 497241     | 2005 EN204 | 11 mar 2005 | Mount Lemmon    | Mount Lemmon Survey  | —         | MPC                           |
| 497242     | 2005 EA237 | 11 mar 2005 | Kitt Peak       | Spacewatch           | —         | MPC                           |
| 497243     | 2005 EO279 | 14 fev 2005 | Catalina        | CSS                  | —         | MPC                           |
| 497244     | 2005 EW327 | 3 mar 2005  | Kitt Peak       | Spacewatch           | —         | MPC                           |
| 497245     | 2005 FH    | 16 mar 2005 | Catalina        | CSS                  | —         | MPC                           |
| 497246     | 2005 GL19  | 2 abr 2005  | Mount Lemmon    | Mount Lemmon Survey  | —         | MPC                           |
| 497247     | 2005 GA25  | 2 abr 2005  | Mount Lemmon    | Mount Lemmon Survey  | —         | MPC                           |
| 497248     | 2005 GW55  | 11 mar 2005 | Mount Lemmon    | Mount Lemmon Survey  | —         | MPC                           |
| 497249     | 2005 GO57  | 16 mar 2005 | Mount Lemmon    | Mount Lemmon Survey  | —         | MPC                           |
| 497250     | 2005 GP105 | 10 abr 2005 | Kitt Peak       | Spacewatch           | —         | MPC                           |
| 497251     | 2005 GQ135 | 10 abr 2005 | Kitt Peak       | Spacewatch           | —         | MPC                           |
| 497252     | 2005 GO160 | 12 abr 2005 | Kitt Peak       | Spacewatch           | —         | MPC                           |
| 497253     | 2005 GB180 | 7 abr 2005  | Anderson Mesa   | LONEOS               | —         | MPC                           |
| 497254     | 2005 GS201 | 4 abr 2005  | Mount Lemmon    | Mount Lemmon Survey  | —         | MPC                           |
| 497255     | 2005 GU201 | 4 abr 2005  | Mount Lemmon    | Mount Lemmon Survey  | —         | MPC                           |
| 497256     | 2005 GZ212 | 9 abr 2005  | Calvin-Rehoboth | Calvin–Rehoboth Obs. | —         | MPC                           |
| 497257     | 2005 JY    | 12 mar 2005 | Mount Lemmon    | Mount Lemmon Survey  | —         | MPC                           |
| 497258     | 2005 JO7   | 2 abr 2005  | Mount Lemmon    | Mount Lemmon Survey  | —         | MPC                           |
| 497259     | 2005 JM16  | 10 mar 2005 | Mount Lemmon    | Mount Lemmon Survey  | —         | MPC                           |
| 497260     | 2005 JY36  | 4 mai 2005  | Catalina        | CSS                  | —         | MPC                           |
| 497261     | 2005 JC58  | 7 mai 2005  | Mount Lemmon    | Mount Lemmon Survey  | —         | MPC                           |
| 497262     | 2005 JA61  | 8 mai 2005  | Kitt Peak       | Spacewatch           | —         | MPC                           |
| 497263     | 2005 JS97  | 8 mai 2005  | Kitt Peak       | Spacewatch           | —         | MPC                           |
| 497264     | 2005 JF106 | 3 mai 2005  | Kitt Peak       | Spacewatch           | —         | MPC                           |
| 497265     | 2005 JK120 | 10 mai 2005 | Kitt Peak       | Spacewatch           | —         | MPC                           |
| 497266     | 2005 JB155 | 4 mai 2005  | Mount Lemmon    | Mount Lemmon Survey  | —         | MPC                           |
| 497267     | 2005 JX172 | 10 mai 2005 | Cerro Tololo    | M. W. Buie           | —         | MPC                           |
| 497268     | 2005 JW174 | 11 mai 2005 | Cerro Tololo    | M. W. Buie           | —         | MPC                           |
| 497269     | 2005 JW185 | 4 mai 2005  | Kitt Peak       | Spacewatch           | —         | MPC                           |
| 497270     | 2005 MK45  | 27 jun 2005 | Kitt Peak       | Spacewatch           | —         | MPC                           |
| 497271     | 2005 NO9   | 1 jul 2005  | Kitt Peak       | Spacewatch           | —         | MPC                           |
| 497272     | 2005 NR29  | 3 jul 2005  | Mount Lemmon    | Mount Lemmon Survey  | —         | MPC                           |
| 497273     | 2005 NB33  | 5 jul 2005  | Kitt Peak       | Spacewatch           | —         | MPC                           |
| 497274     | 2005 NS52  | 10 jul 2005 | Kitt Peak       | Spacewatch           | —         | MPC                           |
| 497275     | 2005 NX109 | 7 jul 2005  | Mauna Kea       | C. Veillet           | —         | MPC                           |
| 497276     | 2005 OU17  | 30 jul 2005 | Palomar         | NEAT                 | —         | MPC                           |
| 497277     | 2005 QC42  | 26 ago 2005 | Anderson Mesa   | LONEOS               | —         | MPC                           |
| 497278     | 2005 QH58  | 25 ago 2005 | Palomar         | NEAT                 | —         | MPC                           |
| 497279     | 2005 QS116 | 28 ago 2005 | Kitt Peak       | Spacewatch           | —         | MPC                           |
| 497280     | 2005 QZ125 | 28 ago 2005 | Kitt Peak       | Spacewatch           | —         | MPC                           |
| 497281     | 2005 QS126 | 28 ago 2005 | Kitt Peak       | Spacewatch           | —         | MPC                           |
| 497282     | 2005 QN161 | 28 ago 2005 | Siding Spring   | SSS                  | —         | MPC                           |
| 497283     | 2005 QS189 | 29 ago 2005 | Kitt Peak       | Spacewatch           | —         | MPC                           |
| 497284     | 2005 SO    | 22 set 2005 | Uccle           | T. Pauwels           | —         | MPC                           |
| 497285     | 2005 SX11  | 23 set 2005 | Kitt Peak       | Spacewatch           | —         | MPC                           |
| 497286     | 2005 SJ21  | 27 set 2005 | Kitt Peak       | Spacewatch           | —         | MPC                           |
| 497287     | 2005 SH55  | 25 set 2005 | Kitt Peak       | Spacewatch           | —         | MPC                           |
| 497288     | 2005 SE64  | 26 set 2005 | Kitt Peak       | Spacewatch           | —         | MPC                           |
| 497289     | 2005 SW76  | 24 set 2005 | Kitt Peak       | Spacewatch           | —         | MPC                           |
| 497290     | 2005 SS84  | 24 set 2005 | Kitt Peak       | Spacewatch           | —         | MPC                           |
| 497291     | 2005 SB86  | 24 set 2005 | Kitt Peak       | Spacewatch           | —         | MPC                           |
| 497292     | 2005 ST88  | 24 set 2005 | Kitt Peak       | Spacewatch           | —         | MPC                           |
| 497293     | 2005 SD98  | 25 set 2005 | Kitt Peak       | Spacewatch           | —         | MPC                           |
| 497294     | 2005 SK110 | 26 set 2005 | Kitt Peak       | Spacewatch           | —         | MPC                           |
| 497295     | 2005 SR111 | 26 set 2005 | Kitt Peak       | Spacewatch           | —         | MPC                           |
| 497296     | 2005 SS181 | 29 set 2005 | Kitt Peak       | Spacewatch           | —         | MPC                           |
| 497297     | 2005 SP230 | 30 set 2005 | Mount Lemmon    | Mount Lemmon Survey  | —         | MPC                           |
| 497298     | 2005 SJ231 | 30 set 2005 | Mount Lemmon    | Mount Lemmon Survey  | —         | MPC                           |
| 497299     | 2005 SF233 | 30 set 2005 | Mount Lemmon    | Mount Lemmon Survey  | —         | MPC                           |
| 497300     | 2005 SL234 | 29 set 2005 | Mount Lemmon    | Mount Lemmon Survey  | —         | MPC                           |

## 497301–497400
| Designação | Designação | Descoberta  | Descoberta       | Descobridor(es)     | Categoria | Mais informações / Referência |
| Permanente | Provisória | Data        | Local            | Descobridor(es)     | Categoria | Mais informações / Referência |
| ---------- | ---------- | ----------- | ---------------- | ------------------- | --------- | ----------------------------- |
| 497301     | 2005 SO239 | 3 set 2005  | Catalina         | CSS                 | —         | MPC                           |
| 497302     | 2005 SA246 | 30 set 2005 | Mount Lemmon     | Mount Lemmon Survey | —         | MPC                           |
| 497303     | 2005 SD269 | 25 set 2005 | Kitt Peak        | Spacewatch          | —         | MPC                           |
| 497304     | 2005 ST269 | 29 set 2005 | Kitt Peak        | Spacewatch          | —         | MPC                           |
| 497305     | 2005 SL273 | 27 set 2005 | Kitt Peak        | Spacewatch          | —         | MPC                           |
| 497306     | 2005 SW288 | 27 set 2005 | Apache Point     | A. C. Becker        | —         | MPC                           |
| 497307     | 2005 SP291 | 25 set 2005 | Kitt Peak        | Spacewatch          | —         | MPC                           |
| 497308     | 2005 TL4   | 1 out 2005  | Mount Lemmon     | Mount Lemmon Survey | —         | MPC                           |
| 497309     | 2005 TW42  | 4 out 2005  | Mount Lemmon     | Mount Lemmon Survey | —         | MPC                           |
| 497310     | 2005 TO58  | 1 out 2005  | Mount Lemmon     | Mount Lemmon Survey | —         | MPC                           |
| 497311     | 2005 TN62  | 4 out 2005  | Mount Lemmon     | Mount Lemmon Survey | —         | MPC                           |
| 497312     | 2005 TB66  | 3 out 2005  | Kitt Peak        | Spacewatch          | —         | MPC                           |
| 497313     | 2005 TY87  | 29 set 2005 | Mount Lemmon     | Mount Lemmon Survey | —         | MPC                           |
| 497314     | 2005 TH97  | 6 out 2005  | Mount Lemmon     | Mount Lemmon Survey | —         | MPC                           |
| 497315     | 2005 TO99  | 7 out 2005  | Kitt Peak        | Spacewatch          | —         | MPC                           |
| 497316     | 2005 TK102 | 7 out 2005  | Mount Lemmon     | Mount Lemmon Survey | —         | MPC                           |
| 497317     | 2005 TO103 | 23 set 2005 | Kitt Peak        | Spacewatch          | —         | MPC                           |
| 497318     | 2005 TA115 | 27 set 2005 | Kitt Peak        | Spacewatch          | —         | MPC                           |
| 497319     | 2005 TY115 | 7 out 2005  | Kitt Peak        | Spacewatch          | —         | MPC                           |
| 497320     | 2005 TX116 | 7 out 2005  | Kitt Peak        | Spacewatch          | —         | MPC                           |
| 497321     | 2005 TA120 | 7 out 2005  | Kitt Peak        | Spacewatch          | —         | MPC                           |
| 497322     | 2005 TK123 | 7 out 2005  | Kitt Peak        | Spacewatch          | —         | MPC                           |
| 497323     | 2005 TU125 | 7 out 2005  | Kitt Peak        | Spacewatch          | —         | MPC                           |
| 497324     | 2005 TH130 | 7 out 2005  | Kitt Peak        | Spacewatch          | —         | MPC                           |
| 497325     | 2005 TU145 | 8 out 2005  | Kitt Peak        | Spacewatch          | —         | MPC                           |
| 497326     | 2005 TD149 | 29 set 2005 | Kitt Peak        | Spacewatch          | —         | MPC                           |
| 497327     | 2005 TW156 | 9 out 2005  | Kitt Peak        | Spacewatch          | —         | MPC                           |
| 497328     | 2005 TR157 | 29 set 2005 | Kitt Peak        | Spacewatch          | —         | MPC                           |
| 497329     | 2005 TZ164 | 2 out 2005  | Mount Lemmon     | Mount Lemmon Survey | —         | MPC                           |
| 497330     | 2005 TW168 | 9 out 2005  | Kitt Peak        | Spacewatch          | —         | MPC                           |
| 497331     | 2005 TE182 | 3 out 2005  | Palomar          | NEAT                | —         | MPC                           |
| 497332     | 2005 TV196 | 1 out 2005  | Kitt Peak        | Spacewatch          | —         | MPC                           |
| 497333     | 2005 UW1   | 22 out 2005 | Junk Bond        | D. Healy            | —         | MPC                           |
| 497334     | 2005 UK11  | 22 out 2005 | Kitt Peak        | Spacewatch          | —         | MPC                           |
| 497335     | 2005 UP11  | 22 out 2005 | Kitt Peak        | Spacewatch          | —         | MPC                           |
| 497336     | 2005 UT15  | 22 out 2005 | Kitt Peak        | Spacewatch          | —         | MPC                           |
| 497337     | 2005 UT23  | 23 out 2005 | Kitt Peak        | Spacewatch          | —         | MPC                           |
| 497338     | 2005 UN48  | 22 out 2005 | Kitt Peak        | Spacewatch          | —         | MPC                           |
| 497339     | 2005 UN70  | 23 out 2005 | Catalina         | CSS                 | —         | MPC                           |
| 497340     | 2005 UH80  | 25 out 2005 | Kitt Peak        | Spacewatch          | —         | MPC                           |
| 497341     | 2005 UF85  | 22 out 2005 | Kitt Peak        | Spacewatch          | —         | MPC                           |
| 497342     | 2005 UH97  | 22 out 2005 | Kitt Peak        | Spacewatch          | —         | MPC                           |
| 497343     | 2005 UX97  | 22 out 2005 | Kitt Peak        | Spacewatch          | —         | MPC                           |
| 497344     | 2005 UY104 | 22 out 2005 | Kitt Peak        | Spacewatch          | —         | MPC                           |
| 497345     | 2005 UL121 | 24 out 2005 | Kitt Peak        | Spacewatch          | —         | MPC                           |
| 497346     | 2005 UD124 | 24 out 2005 | Kitt Peak        | Spacewatch          | —         | MPC                           |
| 497347     | 2005 UX133 | 25 out 2005 | Kitt Peak        | Spacewatch          | —         | MPC                           |
| 497348     | 2005 UV166 | 1 out 2005  | Mount Lemmon     | Mount Lemmon Survey | —         | MPC                           |
| 497349     | 2005 UD169 | 24 out 2005 | Kitt Peak        | Spacewatch          | —         | MPC                           |
| 497350     | 2005 UO171 | 24 out 2005 | Kitt Peak        | Spacewatch          | —         | MPC                           |
| 497351     | 2005 UA178 | 24 out 2005 | Kitt Peak        | Spacewatch          | —         | MPC                           |
| 497352     | 2005 UC180 | 24 out 2005 | Kitt Peak        | Spacewatch          | —         | MPC                           |
| 497353     | 2005 UH183 | 25 out 2005 | Kitt Peak        | Spacewatch          | —         | MPC                           |
| 497354     | 2005 UX185 | 25 out 2005 | Mount Lemmon     | Mount Lemmon Survey | —         | MPC                           |
| 497355     | 2005 UJ187 | 26 out 2005 | Kitt Peak        | Spacewatch          | —         | MPC                           |
| 497356     | 2005 UB192 | 27 out 2005 | Mount Lemmon     | Mount Lemmon Survey | —         | MPC                           |
| 497357     | 2005 UW199 | 25 out 2005 | Kitt Peak        | Spacewatch          | —         | MPC                           |
| 497358     | 2005 UV221 | 25 out 2005 | Kitt Peak        | Spacewatch          | —         | MPC                           |
| 497359     | 2005 UJ223 | 25 out 2005 | Kitt Peak        | Spacewatch          | —         | MPC                           |
| 497360     | 2005 UF225 | 25 out 2005 | Kitt Peak        | Spacewatch          | —         | MPC                           |
| 497361     | 2005 UZ235 | 25 out 2005 | Kitt Peak        | Spacewatch          | —         | MPC                           |
| 497362     | 2005 UU248 | 28 out 2005 | Mount Lemmon     | Mount Lemmon Survey | —         | MPC                           |
| 497363     | 2005 UW256 | 25 out 2005 | Kitt Peak        | Spacewatch          | —         | MPC                           |
| 497364     | 2005 UH260 | 25 out 2005 | Kitt Peak        | Spacewatch          | —         | MPC                           |
| 497365     | 2005 UY260 | 25 out 2005 | Mount Lemmon     | Mount Lemmon Survey | —         | MPC                           |
| 497366     | 2005 UV276 | 24 out 2005 | Kitt Peak        | Spacewatch          | —         | MPC                           |
| 497367     | 2005 UN281 | 25 out 2005 | Mount Lemmon     | Mount Lemmon Survey | —         | MPC                           |
| 497368     | 2005 UM286 | 26 out 2005 | Kitt Peak        | Spacewatch          | —         | MPC                           |
| 497369     | 2005 UU307 | 27 out 2005 | Mount Lemmon     | Mount Lemmon Survey | —         | MPC                           |
| 497370     | 2005 UL319 | 27 out 2005 | Kitt Peak        | Spacewatch          | —         | MPC                           |
| 497371     | 2005 UV319 | 27 out 2005 | Kitt Peak        | Spacewatch          | —         | MPC                           |
| 497372     | 2005 UM332 | 29 out 2005 | Kitt Peak        | Spacewatch          | —         | MPC                           |
| 497373     | 2005 UL334 | 29 out 2005 | Mount Lemmon     | Mount Lemmon Survey | —         | MPC                           |
| 497374     | 2005 UW337 | 30 set 2005 | Mount Lemmon     | Mount Lemmon Survey | —         | MPC                           |
| 497375     | 2005 UL369 | 27 out 2005 | Kitt Peak        | Spacewatch          | —         | MPC                           |
| 497376     | 2005 UJ371 | 27 out 2005 | Mount Lemmon     | Mount Lemmon Survey | —         | MPC                           |
| 497377     | 2005 UT414 | 25 out 2005 | Kitt Peak        | Spacewatch          | —         | MPC                           |
| 497378     | 2005 UG423 | 28 out 2005 | Kitt Peak        | Spacewatch          | —         | MPC                           |
| 497379     | 2005 UW425 | 28 out 2005 | Kitt Peak        | Spacewatch          | —         | MPC                           |
| 497380     | 2005 UM429 | 28 out 2005 | Kitt Peak        | Spacewatch          | —         | MPC                           |
| 497381     | 2005 UU435 | 29 out 2005 | Mount Lemmon     | Mount Lemmon Survey | —         | MPC                           |
| 497382     | 2005 UM436 | 9 out 2005  | Kitt Peak        | Spacewatch          | —         | MPC                           |
| 497383     | 2005 UM462 | 25 out 2005 | Kitt Peak        | Spacewatch          | —         | MPC                           |
| 497384     | 2005 UW472 | 30 out 2005 | Mount Lemmon     | Mount Lemmon Survey | —         | MPC                           |
| 497385     | 2005 UB526 | 28 out 2005 | Mount Lemmon     | Mount Lemmon Survey | —         | MPC                           |
| 497386     | 2005 UG527 | 30 out 2005 | Mount Lemmon     | Mount Lemmon Survey | —         | MPC                           |
| 497387     | 2005 VD8   | 1 nov 2005  | Kitt Peak        | Spacewatch          | —         | MPC                           |
| 497388     | 2005 VS9   | 1 nov 2005  | Kitt Peak        | Spacewatch          | —         | MPC                           |
| 497389     | 2005 VT33  | 2 nov 2005  | Mount Lemmon     | Mount Lemmon Survey | —         | MPC                           |
| 497390     | 2005 VX59  | 5 nov 2005  | Kitt Peak        | Spacewatch          | —         | MPC                           |
| 497391     | 2005 VA81  | 25 out 2005 | Mount Lemmon     | Mount Lemmon Survey | —         | MPC                           |
| 497392     | 2005 VR89  | 25 out 2005 | Kitt Peak        | Spacewatch          | —         | MPC                           |
| 497393     | 2005 VH95  | 6 nov 2005  | Kitt Peak        | Spacewatch          | —         | MPC                           |
| 497394     | 2005 VA103 | 2 nov 2005  | Catalina         | CSS                 | —         | MPC                           |
| 497395     | 2005 VL109 | 6 nov 2005  | Mount Lemmon     | Mount Lemmon Survey | —         | MPC                           |
| 497396     | 2005 VP114 | 10 nov 2005 | Campo Imperatore | CINEOS              | —         | MPC                           |
| 497397     | 2005 VP117 | 11 nov 2005 | Kitt Peak        | Spacewatch          | —         | MPC                           |
| 497398     | 2005 VC118 | 14 nov 2005 | Palomar          | NEAT                | —         | MPC                           |
| 497399     | 2005 VC125 | 10 nov 2005 | Mount Lemmon     | Mount Lemmon Survey | —         | MPC                           |
| 497400     | 2005 VH130 | 23 set 2005 | Kitt Peak        | Spacewatch          | —         | MPC                           |

## 497401–497500
| Designação | Designação | Descoberta  | Descoberta   | Descobridor(es)     | Categoria | Mais informações / Referência |
| Permanente | Provisória | Data        | Local        | Descobridor(es)     | Categoria | Mais informações / Referência |
| ---------- | ---------- | ----------- | ------------ | ------------------- | --------- | ----------------------------- |
| 497401     | 2005 VR135 | 10 nov 2005 | Kitt Peak    | Spacewatch          | —         | MPC                           |
| 497402     | 2005 WJ4   | 25 nov 2005 | Mount Lemmon | Mount Lemmon Survey | —         | MPC                           |
| 497403     | 2005 WT5   | 21 nov 2005 | Kitt Peak    | Spacewatch          | —         | MPC                           |
| 497404     | 2005 WF14  | 3 nov 2005  | Kitt Peak    | Spacewatch          | —         | MPC                           |
| 497405     | 2005 WF17  | 22 nov 2005 | Kitt Peak    | Spacewatch          | —         | MPC                           |
| 497406     | 2005 WM33  | 21 nov 2005 | Kitt Peak    | Spacewatch          | —         | MPC                           |
| 497407     | 2005 WG34  | 21 nov 2005 | Catalina     | CSS                 | —         | MPC                           |
| 497408     | 2005 WY35  | 22 nov 2005 | Kitt Peak    | Spacewatch          | —         | MPC                           |
| 497409     | 2005 WE48  | 25 nov 2005 | Kitt Peak    | Spacewatch          | —         | MPC                           |
| 497410     | 2005 WE49  | 25 nov 2005 | Kitt Peak    | Spacewatch          | —         | MPC                           |
| 497411     | 2005 WE50  | 25 nov 2005 | Mount Lemmon | Mount Lemmon Survey | —         | MPC                           |
| 497412     | 2005 WL63  | 25 nov 2005 | Mount Lemmon | Mount Lemmon Survey | —         | MPC                           |
| 497413     | 2005 WH80  | 25 nov 2005 | Kitt Peak    | Spacewatch          | —         | MPC                           |
| 497414     | 2005 WS80  | 26 nov 2005 | Mount Lemmon | Mount Lemmon Survey | —         | MPC                           |
| 497415     | 2005 WU103 | 28 nov 2005 | Socorro      | LINEAR              | —         | MPC                           |
| 497416     | 2005 WW105 | 29 nov 2005 | Catalina     | CSS                 | —         | MPC                           |
| 497417     | 2005 WG114 | 28 nov 2005 | Kitt Peak    | Spacewatch          | —         | MPC                           |
| 497418     | 2005 WU124 | 25 nov 2005 | Kitt Peak    | Spacewatch          | —         | MPC                           |
| 497419     | 2005 WF126 | 25 nov 2005 | Mount Lemmon | Mount Lemmon Survey | —         | MPC                           |
| 497420     | 2005 WO140 | 26 nov 2005 | Mount Lemmon | Mount Lemmon Survey | —         | MPC                           |
| 497421     | 2005 WT160 | 28 nov 2005 | Kitt Peak    | Spacewatch          | —         | MPC                           |
| 497422     | 2005 WB166 | 29 nov 2005 | Socorro      | LINEAR              | —         | MPC                           |
| 497423     | 2005 WV186 | 29 nov 2005 | Kitt Peak    | Spacewatch          | —         | MPC                           |
| 497424     | 2005 WK188 | 30 nov 2005 | Kitt Peak    | Spacewatch          | —         | MPC                           |
| 497425     | 2005 XK    | 1 dez 2005  | Mount Lemmon | Mount Lemmon Survey | —         | MPC                           |
| 497426     | 2005 XZ9   | 1 dez 2005  | Kitt Peak    | Spacewatch          | —         | MPC                           |
| 497427     | 2005 XR12  | 25 out 2005 | Mount Lemmon | Mount Lemmon Survey | —         | MPC                           |
| 497428     | 2005 XQ28  | 3 nov 2005  | Socorro      | LINEAR              | —         | MPC                           |
| 497429     | 2005 XB29  | 2 dez 2005  | Socorro      | LINEAR              | —         | MPC                           |
| 497430     | 2005 XA45  | 2 dez 2005  | Kitt Peak    | Spacewatch          | —         | MPC                           |
| 497431     | 2005 XX49  | 2 dez 2005  | Kitt Peak    | Spacewatch          | —         | MPC                           |
| 497432     | 2005 XH52  | 2 dez 2005  | Kitt Peak    | Spacewatch          | —         | MPC                           |
| 497433     | 2005 XC59  | 3 dez 2005  | Kitt Peak    | Spacewatch          | —         | MPC                           |
| 497434     | 2005 XA63  | 5 dez 2005  | Mount Lemmon | Mount Lemmon Survey | —         | MPC                           |
| 497435     | 2005 XH67  | 29 out 2005 | Mount Lemmon | Mount Lemmon Survey | —         | MPC                           |
| 497436     | 2005 XL82  | 10 dez 2005 | Kitt Peak    | Spacewatch          | —         | MPC                           |
| 497437     | 2005 XD90  | 1 dez 2005  | Kitt Peak    | Spacewatch          | —         | MPC                           |
| 497438     | 2005 XJ100 | 1 dez 2005  | Kitt Peak    | M. W. Buie          | —         | MPC                           |
| 497439     | 2005 YK7   | 22 dez 2005 | Catalina     | CSS                 | —         | MPC                           |
| 497440     | 2005 YT13  | 25 ago 1995 | Kitt Peak    | Spacewatch          | —         | MPC                           |
| 497441     | 2005 YW13  | 22 dez 2005 | Kitt Peak    | Spacewatch          | —         | MPC                           |
| 497442     | 2005 YQ14  | 3 nov 2005  | Mount Lemmon | Mount Lemmon Survey | —         | MPC                           |
| 497443     | 2005 YA19  | 7 dez 2005  | Kitt Peak    | Spacewatch          | —         | MPC                           |
| 497444     | 2005 YW20  | 24 dez 2005 | Kitt Peak    | Spacewatch          | —         | MPC                           |
| 497445     | 2005 YQ21  | 24 dez 2005 | Kitt Peak    | Spacewatch          | —         | MPC                           |
| 497446     | 2005 YC22  | 24 dez 2005 | Kitt Peak    | Spacewatch          | —         | MPC                           |
| 497447     | 2005 YH22  | 4 dez 2005  | Mount Lemmon | Mount Lemmon Survey | —         | MPC                           |
| 497448     | 2005 YL22  | 24 dez 2005 | Kitt Peak    | Spacewatch          | —         | MPC                           |
| 497449     | 2005 YN23  | 24 dez 2005 | Kitt Peak    | Spacewatch          | —         | MPC                           |
| 497450     | 2005 YM32  | 22 dez 2005 | Kitt Peak    | Spacewatch          | —         | MPC                           |
| 497451     | 2005 YG36  | 25 dez 2005 | Kitt Peak    | Spacewatch          | —         | MPC                           |
| 497452     | 2005 YL52  | 27 out 2005 | Mount Lemmon | Mount Lemmon Survey | —         | MPC                           |
| 497453     | 2005 YB58  | 24 dez 2005 | Kitt Peak    | Spacewatch          | —         | MPC                           |
| 497454     | 2005 YN59  | 26 dez 2005 | Mount Lemmon | Mount Lemmon Survey | —         | MPC                           |
| 497455     | 2005 YY59  | 22 dez 2005 | Kitt Peak    | Spacewatch          | —         | MPC                           |
| 497456     | 2005 YO62  | 5 dez 2005  | Mount Lemmon | Mount Lemmon Survey | —         | MPC                           |
| 497457     | 2005 YP64  | 25 dez 2005 | Mount Lemmon | Mount Lemmon Survey | —         | MPC                           |
| 497458     | 2005 YQ80  | 24 dez 2005 | Kitt Peak    | Spacewatch          | —         | MPC                           |
| 497459     | 2005 YR81  | 24 dez 2005 | Kitt Peak    | Spacewatch          | —         | MPC                           |
| 497460     | 2005 YJ91  | 26 dez 2005 | Mount Lemmon | Mount Lemmon Survey | —         | MPC                           |
| 497461     | 2005 YV97  | 24 dez 2005 | Kitt Peak    | Spacewatch          | —         | MPC                           |
| 497462     | 2005 YA98  | 24 dez 2005 | Kitt Peak    | Spacewatch          | —         | MPC                           |
| 497463     | 2005 YB101 | 25 dez 2005 | Kitt Peak    | Spacewatch          | —         | MPC                           |
| 497464     | 2005 YE108 | 25 dez 2005 | Kitt Peak    | Spacewatch          | —         | MPC                           |
| 497465     | 2005 YR130 | 25 dez 2005 | Kitt Peak    | Spacewatch          | —         | MPC                           |
| 497466     | 2005 YT137 | 26 dez 2005 | Kitt Peak    | Spacewatch          | —         | MPC                           |
| 497467     | 2005 YR139 | 28 dez 2005 | Mount Lemmon | Mount Lemmon Survey | —         | MPC                           |
| 497468     | 2005 YA141 | 28 dez 2005 | Mount Lemmon | Mount Lemmon Survey | —         | MPC                           |
| 497469     | 2005 YD145 | 28 dez 2005 | Mount Lemmon | Mount Lemmon Survey | —         | MPC                           |
| 497470     | 2005 YC147 | 29 dez 2005 | Mount Lemmon | Mount Lemmon Survey | —         | MPC                           |
| 497471     | 2005 YA154 | 29 dez 2005 | Mount Lemmon | Mount Lemmon Survey | —         | MPC                           |
| 497472     | 2005 YQ163 | 28 dez 2005 | Kitt Peak    | Spacewatch          | —         | MPC                           |
| 497473     | 2005 YD170 | 31 dez 2005 | Kitt Peak    | Spacewatch          | —         | MPC                           |
| 497474     | 2005 YN174 | 29 dez 2005 | Palomar      | NEAT                | —         | MPC                           |
| 497475     | 2005 YH186 | 29 dez 2005 | Catalina     | CSS                 | —         | MPC                           |
| 497476     | 2005 YO210 | 24 dez 2005 | Socorro      | LINEAR              | —         | MPC                           |
| 497477     | 2005 YW238 | 2 dez 2005  | Mount Lemmon | Mount Lemmon Survey | —         | MPC                           |
| 497478     | 2005 YZ250 | 28 dez 2005 | Kitt Peak    | Spacewatch          | —         | MPC                           |
| 497479     | 2005 YM251 | 28 dez 2005 | Kitt Peak    | Spacewatch          | —         | MPC                           |
| 497480     | 2005 YU255 | 2 dez 2005  | Mount Lemmon | Mount Lemmon Survey | —         | MPC                           |
| 497481     | 2005 YG257 | 30 dez 2005 | Kitt Peak    | Spacewatch          | —         | MPC                           |
| 497482     | 2005 YF271 | 28 dez 2005 | Kitt Peak    | Spacewatch          | —         | MPC                           |
| 497483     | 2005 YE277 | 24 dez 2005 | Kitt Peak    | Spacewatch          | —         | MPC                           |
| 497484     | 2005 YW284 | 28 dez 2005 | Kitt Peak    | Spacewatch          | —         | MPC                           |
| 497485     | 2005 YA291 | 27 dez 2005 | Kitt Peak    | Spacewatch          | —         | MPC                           |
| 497486     | 2006 AA6   | 2 jan 2006  | Socorro      | LINEAR              | —         | MPC                           |
| 497487     | 2006 AT14  | 5 jan 2006  | Mount Lemmon | Mount Lemmon Survey | —         | MPC                           |
| 497488     | 2006 AR15  | 6 out 2005  | Mount Lemmon | Mount Lemmon Survey | —         | MPC                           |
| 497489     | 2006 AJ19  | 2 jan 2006  | Socorro      | LINEAR              | —         | MPC                           |
| 497490     | 2006 AH23  | 22 dez 2005 | Kitt Peak    | Spacewatch          | —         | MPC                           |
| 497491     | 2006 AB24  | 10 dez 2005 | Kitt Peak    | Spacewatch          | —         | MPC                           |
| 497492     | 2006 AH27  | 5 jan 2006  | Mount Lemmon | Mount Lemmon Survey | —         | MPC                           |
| 497493     | 2006 AO32  | 5 jan 2006  | Kitt Peak    | Spacewatch          | —         | MPC                           |
| 497494     | 2006 AP58  | 24 dez 2005 | Kitt Peak    | Spacewatch          | —         | MPC                           |
| 497495     | 2006 AM66  | 9 jan 2006  | Kitt Peak    | Spacewatch          | —         | MPC                           |
| 497496     | 2006 AO72  | 6 jan 2006  | Mount Lemmon | Mount Lemmon Survey | —         | MPC                           |
| 497497     | 2006 AV76  | 28 dez 2005 | Kitt Peak    | Spacewatch          | —         | MPC                           |
| 497498     | 2006 AA82  | 7 jan 2006  | Kitt Peak    | Spacewatch          | —         | MPC                           |
| 497499     | 2006 AD86  | 25 out 2005 | Kitt Peak    | Spacewatch          | —         | MPC                           |
| 497500     | 2006 AQ86  | 30 dez 2005 | Mount Lemmon | Mount Lemmon Survey | —         | MPC                           |

## 497501–497600
| Designação | Designação | Descoberta  | Descoberta    | Descobridor(es)     | Categoria | Mais informações / Referência |
| Permanente | Provisória | Data        | Local         | Descobridor(es)     | Categoria | Mais informações / Referência |
| ---------- | ---------- | ----------- | ------------- | ------------------- | --------- | ----------------------------- |
| 497501     | 2006 AV97  | 5 jan 2006  | Mount Lemmon  | Mount Lemmon Survey | —         | MPC                           |
| 497502     | 2006 AP105 | 7 jan 2006  | Mount Lemmon  | Mount Lemmon Survey | —         | MPC                           |
| 497503     | 2006 BL6   | 21 jan 2006 | Kitt Peak     | Spacewatch          | —         | MPC                           |
| 497504     | 2006 BG9   | 22 jan 2006 | Kitt Peak     | Spacewatch          | —         | MPC                           |
| 497505     | 2006 BR21  | 22 jan 2006 | Mount Lemmon  | Mount Lemmon Survey | —         | MPC                           |
| 497506     | 2006 BO44  | 23 jan 2006 | Mount Lemmon  | Mount Lemmon Survey | —         | MPC                           |
| 497507     | 2006 BZ48  | 25 jan 2006 | Kitt Peak     | Spacewatch          | —         | MPC                           |
| 497508     | 2006 BB51  | 25 jan 2006 | Kitt Peak     | Spacewatch          | —         | MPC                           |
| 497509     | 2006 BB66  | 23 jan 2006 | Kitt Peak     | Spacewatch          | —         | MPC                           |
| 497510     | 2006 BQ74  | 23 jan 2006 | Kitt Peak     | Spacewatch          | —         | MPC                           |
| 497511     | 2006 BF75  | 23 jan 2006 | Kitt Peak     | Spacewatch          | —         | MPC                           |
| 497512     | 2006 BU75  | 23 jan 2006 | Kitt Peak     | Spacewatch          | —         | MPC                           |
| 497513     | 2006 BQ76  | 23 jan 2006 | Kitt Peak     | Spacewatch          | —         | MPC                           |
| 497514     | 2006 BR77  | 23 jan 2006 | Mount Lemmon  | Mount Lemmon Survey | —         | MPC                           |
| 497515     | 2006 BX97  | 27 jan 2006 | Catalina      | CSS                 | —         | MPC                           |
| 497516     | 2006 BN102 | 23 jan 2006 | Mount Lemmon  | Mount Lemmon Survey | —         | MPC                           |
| 497517     | 2006 BL105 | 24 dez 2005 | Kitt Peak     | Spacewatch          | —         | MPC                           |
| 497518     | 2006 BH118 | 25 dez 2005 | Kitt Peak     | Spacewatch          | —         | MPC                           |
| 497519     | 2006 BJ119 | 25 dez 2005 | Catalina      | CSS                 | —         | MPC                           |
| 497520     | 2006 BL123 | 26 jan 2006 | Kitt Peak     | Spacewatch          | —         | MPC                           |
| 497521     | 2006 BY124 | 26 jan 2006 | Kitt Peak     | Spacewatch          | —         | MPC                           |
| 497522     | 2006 BH133 | 26 jan 2006 | Kitt Peak     | Spacewatch          | —         | MPC                           |
| 497523     | 2006 BO137 | 28 jan 2006 | Mount Lemmon  | Mount Lemmon Survey | —         | MPC                           |
| 497524     | 2006 BW143 | 22 jan 2006 | Anderson Mesa | LONEOS              | —         | MPC                           |
| 497525     | 2006 BC164 | 7 jan 2006  | Mount Lemmon  | Mount Lemmon Survey | —         | MPC                           |
| 497526     | 2006 BL165 | 26 jan 2006 | Mount Lemmon  | Mount Lemmon Survey | —         | MPC                           |
| 497527     | 2006 BU186 | 28 jan 2006 | Mount Lemmon  | Mount Lemmon Survey | —         | MPC                           |
| 497528     | 2006 BY194 | 30 jan 2006 | Kitt Peak     | Spacewatch          | —         | MPC                           |
| 497529     | 2006 BH204 | 31 jan 2006 | Kitt Peak     | Spacewatch          | —         | MPC                           |
| 497530     | 2006 BM212 | 31 jan 2006 | Kitt Peak     | Spacewatch          | —         | MPC                           |
| 497531     | 2006 BF225 | 5 jan 2006  | Mount Lemmon  | Mount Lemmon Survey | —         | MPC                           |
| 497532     | 2006 BF234 | 5 dez 2005  | Mount Lemmon  | Mount Lemmon Survey | —         | MPC                           |
| 497533     | 2006 BB236 | 23 jan 2006 | Kitt Peak     | Spacewatch          | —         | MPC                           |
| 497534     | 2006 BR237 | 23 jan 2006 | Kitt Peak     | Spacewatch          | —         | MPC                           |
| 497535     | 2006 BN245 | 21 jan 2006 | Mount Lemmon  | Mount Lemmon Survey | —         | MPC                           |
| 497536     | 2006 CF2   | 23 jan 2006 | Kitt Peak     | Spacewatch          | —         | MPC                           |
| 497537     | 2006 CF11  | 4 jan 2006  | Kitt Peak     | Spacewatch          | —         | MPC                           |
| 497538     | 2006 CW13  | 7 jan 2006  | Mount Lemmon  | Mount Lemmon Survey | —         | MPC                           |
| 497539     | 2006 CD16  | 23 jan 2006 | Mount Lemmon  | Mount Lemmon Survey | —         | MPC                           |
| 497540     | 2006 CU17  | 23 jan 2006 | Kitt Peak     | Spacewatch          | —         | MPC                           |
| 497541     | 2006 CN18  | 1 fev 2006  | Kitt Peak     | Spacewatch          | —         | MPC                           |
| 497542     | 2006 CY22  | 1 fev 2006  | Kitt Peak     | Spacewatch          | —         | MPC                           |
| 497543     | 2006 CS26  | 24 jan 2006 | Kitt Peak     | Spacewatch          | —         | MPC                           |
| 497544     | 2006 CN41  | 2 fev 2006  | Kitt Peak     | Spacewatch          | —         | MPC                           |
| 497545     | 2006 CD67  | 4 fev 2006  | Kitt Peak     | Spacewatch          | —         | MPC                           |
| 497546     | 2006 CK67  | 17 dez 2001 | Kitt Peak     | Spacewatch          | —         | MPC                           |
| 497547     | 2006 DQ6   | 7 fev 2006  | Mount Lemmon  | Mount Lemmon Survey | —         | MPC                           |
| 497548     | 2006 DP28  | 20 fev 2006 | Kitt Peak     | Spacewatch          | —         | MPC                           |
| 497549     | 2006 DT32  | 20 fev 2006 | Mount Lemmon  | Mount Lemmon Survey | —         | MPC                           |
| 497550     | 2006 DJ33  | 20 fev 2006 | Kitt Peak     | Spacewatch          | —         | MPC                           |
| 497551     | 2006 DH42  | 20 fev 2006 | Kitt Peak     | Spacewatch          | —         | MPC                           |
| 497552     | 2006 DW47  | 30 jan 2006 | Kitt Peak     | Spacewatch          | —         | MPC                           |
| 497553     | 2006 DS85  | 20 fev 2006 | Kitt Peak     | Spacewatch          | —         | MPC                           |
| 497554     | 2006 DQ92  | 24 fev 2006 | Mount Lemmon  | Mount Lemmon Survey | —         | MPC                           |
| 497555     | 2006 DQ103 | 25 fev 2006 | Mount Lemmon  | Mount Lemmon Survey | —         | MPC                           |
| 497556     | 2006 DQ105 | 25 fev 2006 | Mount Lemmon  | Mount Lemmon Survey | —         | MPC                           |
| 497557     | 2006 DV113 | 27 fev 2006 | Kitt Peak     | Spacewatch          | —         | MPC                           |
| 497558     | 2006 DE125 | 26 jan 2006 | Kitt Peak     | Spacewatch          | —         | MPC                           |
| 497559     | 2006 DG133 | 28 jan 2006 | Kitt Peak     | Spacewatch          | —         | MPC                           |
| 497560     | 2006 DL139 | 25 fev 2006 | Kitt Peak     | Spacewatch          | —         | MPC                           |
| 497561     | 2006 DK142 | 25 fev 2006 | Kitt Peak     | Spacewatch          | —         | MPC                           |
| 497562     | 2006 DS142 | 25 fev 2006 | Kitt Peak     | Spacewatch          | —         | MPC                           |
| 497563     | 2006 DM143 | 25 fev 2006 | Mount Lemmon  | Mount Lemmon Survey | —         | MPC                           |
| 497564     | 2006 DJ146 | 25 fev 2006 | Mount Lemmon  | Mount Lemmon Survey | —         | MPC                           |
| 497565     | 2006 DU146 | 25 fev 2006 | Kitt Peak     | Spacewatch          | —         | MPC                           |
| 497566     | 2006 DU154 | 25 fev 2006 | Kitt Peak     | Spacewatch          | —         | MPC                           |
| 497567     | 2006 DD163 | 27 fev 2006 | Mount Lemmon  | Mount Lemmon Survey | —         | MPC                           |
| 497568     | 2006 DO171 | 27 fev 2006 | Kitt Peak     | Spacewatch          | —         | MPC                           |
| 497569     | 2006 DH176 | 27 fev 2006 | Mount Lemmon  | Mount Lemmon Survey | —         | MPC                           |
| 497570     | 2006 DK176 | 27 fev 2006 | Mount Lemmon  | Mount Lemmon Survey | —         | MPC                           |
| 497571     | 2006 DA177 | 26 jan 2006 | Mount Lemmon  | Mount Lemmon Survey | —         | MPC                           |
| 497572     | 2006 DC211 | 24 fev 2006 | Kitt Peak     | Spacewatch          | —         | MPC                           |
| 497573     | 2006 EC49  | 8 jan 2006  | Mount Lemmon  | Mount Lemmon Survey | —         | MPC                           |
| 497574     | 2006 EO53  | 2 mar 2006  | Kitt Peak     | Spacewatch          | —         | MPC                           |
| 497575     | 2006 EJ73  | 30 jan 2006 | Kitt Peak     | Spacewatch          | —         | MPC                           |
| 497576     | 2006 FD    | 21 fev 2006 | Catalina      | CSS                 | —         | MPC                           |
| 497577     | 2006 FA2   | 20 fev 2006 | Catalina      | CSS                 | —         | MPC                           |
| 497578     | 2006 FA47  | 23 mar 2006 | Catalina      | CSS                 | —         | MPC                           |
| 497579     | 2006 GP8   | 24 mar 2006 | Kitt Peak     | Spacewatch          | —         | MPC                           |
| 497580     | 2006 GD34  | 7 abr 2006  | Kitt Peak     | Spacewatch          | —         | MPC                           |
| 497581     | 2006 GW37  | 7 abr 2006  | Anderson Mesa | LONEOS              | —         | MPC                           |
| 497582     | 2006 HC9   | 19 abr 2006 | Kitt Peak     | Spacewatch          | —         | MPC                           |
| 497583     | 2006 HG20  | 19 abr 2006 | Mount Lemmon  | Mount Lemmon Survey | —         | MPC                           |
| 497584     | 2006 HJ24  | 20 abr 2006 | Kitt Peak     | Spacewatch          | —         | MPC                           |
| 497585     | 2006 HB25  | 20 abr 2006 | Kitt Peak     | Spacewatch          | —         | MPC                           |
| 497586     | 2006 HS61  | 24 abr 2006 | Kitt Peak     | Spacewatch          | —         | MPC                           |
| 497587     | 2006 HX63  | 24 abr 2006 | Kitt Peak     | Spacewatch          | —         | MPC                           |
| 497588     | 2006 HJ73  | 25 abr 2006 | Kitt Peak     | Spacewatch          | —         | MPC                           |
| 497589     | 2006 HV86  | 29 abr 2006 | Kitt Peak     | Spacewatch          | —         | MPC                           |
| 497590     | 2006 HM92  | 21 abr 2006 | Kitt Peak     | Spacewatch          | —         | MPC                           |
| 497591     | 2006 HS123 | 24 abr 2006 | Kitt Peak     | Spacewatch          | —         | MPC                           |
| 497592     | 2006 JB52  | 4 mai 2006  | Kitt Peak     | Spacewatch          | —         | MPC                           |
| 497593     | 2006 JU69  | 1 mai 2006  | Mauna Kea     | P. A. Wiegert       | —         | MPC                           |
| 497594     | 2006 KZ8   | 19 mai 2006 | Mount Lemmon  | Mount Lemmon Survey | —         | MPC                           |
| 497595     | 2006 KP20  | 2 mar 2006  | Kitt Peak     | Spacewatch          | —         | MPC                           |
| 497596     | 2006 KY27  | 4 mai 2006  | Kitt Peak     | Spacewatch          | —         | MPC                           |
| 497597     | 2006 KX32  | 20 mai 2006 | Kitt Peak     | Spacewatch          | —         | MPC                           |
| 497598     | 2006 KR40  | 19 mai 2006 | Mount Lemmon  | Mount Lemmon Survey | —         | MPC                           |
| 497599     | 2006 KL52  | 7 mai 2006  | Mount Lemmon  | Mount Lemmon Survey | —         | MPC                           |
| 497600     | 2006 KY58  | 8 mai 2006  | Kitt Peak     | Spacewatch          | —         | MPC                           |

## 497601–497700
| Designação | Designação | Descoberta  | Descoberta    | Descobridor(es)     | Categoria | Mais informações / Referência |
| Permanente | Provisória | Data        | Local         | Descobridor(es)     | Categoria | Mais informações / Referência |
| ---------- | ---------- | ----------- | ------------- | ------------------- | --------- | ----------------------------- |
| 497601     | 2006 KD90  | 23 mai 2006 | Kitt Peak     | Spacewatch          | —         | MPC                           |
| 497602     | 2006 KJ102 | 9 mai 2006  | Mount Lemmon  | Mount Lemmon Survey | —         | MPC                           |
| 497603     | 2006 KO108 | 3 mai 2006  | Mount Lemmon  | Mount Lemmon Survey | —         | MPC                           |
| 497604     | 2006 KR119 | 31 mai 2006 | Kitt Peak     | Spacewatch          | —         | MPC                           |
| 497605     | 2006 MF    | 20 abr 2006 | Kitt Peak     | Spacewatch          | —         | MPC                           |
| 497606     | 2006 MW2   | 24 abr 2006 | Kitt Peak     | Spacewatch          | —         | MPC                           |
| 497607     | 2006 OK4   | 21 jul 2006 | Mount Lemmon  | Mount Lemmon Survey | —         | MPC                           |
| 497608     | 2006 PM2   | 12 ago 2006 | Palomar       | NEAT                | —         | MPC                           |
| 497609     | 2006 PW5   | 12 ago 2006 | Palomar       | NEAT                | —         | MPC                           |
| 497610     | 2006 PH13  | 24 jun 1995 | Kitt Peak     | Spacewatch          | —         | MPC                           |
| 497611     | 2006 PT13  | 14 ago 2006 | Siding Spring | SSS                 | —         | MPC                           |
| 497612     | 2006 QS2   | 17 ago 2006 | Palomar       | NEAT                | —         | MPC                           |
| 497613     | 2006 QK4   | 18 ago 2006 | Kitt Peak     | Spacewatch          | —         | MPC                           |
| 497614     | 2006 QQ7   | 21 jul 2006 | Catalina      | CSS                 | —         | MPC                           |
| 497615     | 2006 QT8   | 19 ago 2006 | Kitt Peak     | Spacewatch          | —         | MPC                           |
| 497616     | 2006 QF13  | 16 ago 2006 | Siding Spring | SSS                 | —         | MPC                           |
| 497617     | 2006 QP35  | 17 ago 2006 | Palomar       | NEAT                | —         | MPC                           |
| 497618     | 2006 QD37  | 16 ago 2006 | Siding Spring | SSS                 | —         | MPC                           |
| 497619     | 2006 QL39  | 19 ago 2006 | Anderson Mesa | LONEOS              | —         | MPC                           |
| 497620     | 2006 QR48  | 21 ago 2006 | Palomar       | NEAT                | —         | MPC                           |
| 497621     | 2006 QY49  | 22 ago 2006 | Palomar       | NEAT                | —         | MPC                           |
| 497622     | 2006 QZ55  | 18 ago 2006 | Kitt Peak     | Spacewatch          | —         | MPC                           |
| 497623     | 2006 QA62  | 22 ago 2006 | Palomar       | NEAT                | —         | MPC                           |
| 497624     | 2006 QZ72  | 21 ago 2006 | Kitt Peak     | Spacewatch          | —         | MPC                           |
| 497625     | 2006 QT81  | 24 ago 2006 | Palomar       | NEAT                | —         | MPC                           |
| 497626     | 2006 QT89  | 29 ago 2006 | Catalina      | CSS                 | —         | MPC                           |
| 497627     | 2006 QU95  | 16 ago 2006 | Palomar       | NEAT                | —         | MPC                           |
| 497628     | 2006 QD99  | 19 ago 2006 | Kitt Peak     | Spacewatch          | —         | MPC                           |
| 497629     | 2006 QJ105 | 28 ago 2006 | Catalina      | CSS                 | —         | MPC                           |
| 497630     | 2006 QQ115 | 27 ago 2006 | Anderson Mesa | LONEOS              | —         | MPC                           |
| 497631     | 2006 QZ121 | 24 ago 2006 | Socorro       | LINEAR              | —         | MPC                           |
| 497632     | 2006 QM162 | 21 ago 2006 | Kitt Peak     | Spacewatch          | —         | MPC                           |
| 497633     | 2006 QS166 | 29 ago 2006 | Anderson Mesa | LONEOS              | —         | MPC                           |
| 497634     | 2006 QV184 | 21 ago 2006 | Kitt Peak     | Spacewatch          | —         | MPC                           |
| 497635     | 2006 QZ184 | 18 ago 2006 | Kitt Peak     | Spacewatch          | —         | MPC                           |
| 497636     | 2006 QP185 | 18 ago 2006 | Kitt Peak     | Spacewatch          | —         | MPC                           |
| 497637     | 2006 QV186 | 18 ago 2006 | Kitt Peak     | Spacewatch          | —         | MPC                           |
| 497638     | 2006 RA5   | 14 set 2006 | Catalina      | CSS                 | —         | MPC                           |
| 497639     | 2006 RY7   | 12 set 2006 | Catalina      | CSS                 | —         | MPC                           |
| 497640     | 2006 RB10  | 28 ago 2006 | Catalina      | CSS                 | —         | MPC                           |
| 497641     | 2006 RR12  | 30 ago 2006 | Anderson Mesa | LONEOS              | —         | MPC                           |
| 497642     | 2006 RW31  | 15 set 2006 | Kitt Peak     | Spacewatch          | —         | MPC                           |
| 497643     | 2006 RV36  | 28 ago 2006 | Catalina      | CSS                 | —         | MPC                           |
| 497644     | 2006 RS40  | 14 set 2006 | Kitt Peak     | Spacewatch          | —         | MPC                           |
| 497645     | 2006 RQ41  | 14 set 2006 | Kitt Peak     | Spacewatch          | —         | MPC                           |
| 497646     | 2006 RW41  | 14 set 2006 | Kitt Peak     | Spacewatch          | —         | MPC                           |
| 497647     | 2006 RZ44  | 14 set 2006 | Kitt Peak     | Spacewatch          | —         | MPC                           |
| 497648     | 2006 RG47  | 14 set 2006 | Kitt Peak     | Spacewatch          | —         | MPC                           |
| 497649     | 2006 RL51  | 14 set 2006 | Kitt Peak     | Spacewatch          | —         | MPC                           |
| 497650     | 2006 RF55  | 14 set 2006 | Kitt Peak     | Spacewatch          | —         | MPC                           |
| 497651     | 2006 RW55  | 14 set 2006 | Kitt Peak     | Spacewatch          | —         | MPC                           |
| 497652     | 2006 RS56  | 14 set 2006 | Kitt Peak     | Spacewatch          | —         | MPC                           |
| 497653     | 2006 RV58  | 21 jul 2006 | Mount Lemmon  | Mount Lemmon Survey | —         | MPC                           |
| 497654     | 2006 RO61  | 28 ago 2006 | Kitt Peak     | Spacewatch          | —         | MPC                           |
| 497655     | 2006 RQ64  | 14 set 2006 | Kitt Peak     | Spacewatch          | —         | MPC                           |
| 497656     | 2006 RZ65  | 14 set 2006 | Kitt Peak     | Spacewatch          | —         | MPC                           |
| 497657     | 2006 RQ67  | 29 ago 2006 | Kitt Peak     | Spacewatch          | —         | MPC                           |
| 497658     | 2006 RA72  | 15 set 2006 | Kitt Peak     | Spacewatch          | —         | MPC                           |
| 497659     | 2006 RB72  | 15 set 2006 | Kitt Peak     | Spacewatch          | —         | MPC                           |
| 497660     | 2006 RC74  | 15 set 2006 | Kitt Peak     | Spacewatch          | —         | MPC                           |
| 497661     | 2006 RW75  | 15 set 2006 | Kitt Peak     | Spacewatch          | —         | MPC                           |
| 497662     | 2006 RB79  | 15 set 2006 | Kitt Peak     | Spacewatch          | —         | MPC                           |
| 497663     | 2006 RF79  | 15 set 2006 | Kitt Peak     | Spacewatch          | —         | MPC                           |
| 497664     | 2006 RW82  | 15 set 2006 | Kitt Peak     | Spacewatch          | —         | MPC                           |
| 497665     | 2006 RN87  | 15 set 2006 | Kitt Peak     | Spacewatch          | —         | MPC                           |
| 497666     | 2006 RW89  | 15 set 2006 | Kitt Peak     | Spacewatch          | —         | MPC                           |
| 497667     | 2006 RL92  | 15 set 2006 | Kitt Peak     | Spacewatch          | —         | MPC                           |
| 497668     | 2006 RL94  | 15 set 2006 | Kitt Peak     | Spacewatch          | —         | MPC                           |
| 497669     | 2006 RP94  | 15 set 2006 | Kitt Peak     | Spacewatch          | —         | MPC                           |
| 497670     | 2006 RS96  | 15 set 2006 | Kitt Peak     | Spacewatch          | —         | MPC                           |
| 497671     | 2006 RJ104 | 11 set 2006 | Apache Point  | A. C. Becker        | —         | MPC                           |
| 497672     | 2006 RD107 | 14 set 2006 | Mauna Kea     | J. Masiero          | —         | MPC                           |
| 497673     | 2006 RG121 | 14 set 2006 | Kitt Peak     | Spacewatch          | —         | MPC                           |
| 497674     | 2006 ST1   | 16 set 2006 | Kitt Peak     | Spacewatch          | —         | MPC                           |
| 497675     | 2006 SY1   | 16 set 2006 | Catalina      | CSS                 | —         | MPC                           |
| 497676     | 2006 SR2   | 16 set 2006 | Catalina      | CSS                 | —         | MPC                           |
| 497677     | 2006 SQ7   | 17 set 2006 | Vail-Jarnac   | Jarnac Obs.         | —         | MPC                           |
| 497678     | 2006 SF11  | 28 ago 2006 | Kitt Peak     | Spacewatch          | —         | MPC                           |
| 497679     | 2006 SL14  | 18 ago 2006 | Kitt Peak     | Spacewatch          | —         | MPC                           |
| 497680     | 2006 SE17  | 17 set 2006 | Kitt Peak     | Spacewatch          | —         | MPC                           |
| 497681     | 2006 SK26  | 16 set 2006 | Catalina      | CSS                 | —         | MPC                           |
| 497682     | 2006 SQ26  | 16 set 2006 | Anderson Mesa | LONEOS              | —         | MPC                           |
| 497683     | 2006 SN32  | 17 set 2006 | Kitt Peak     | Spacewatch          | —         | MPC                           |
| 497684     | 2006 SP32  | 17 set 2006 | Kitt Peak     | Spacewatch          | —         | MPC                           |
| 497685     | 2006 SS32  | 28 ago 2006 | Catalina      | CSS                 | —         | MPC                           |
| 497686     | 2006 SP41  | 18 set 2006 | Kitt Peak     | Spacewatch          | —         | MPC                           |
| 497687     | 2006 SU46  | 25 jul 2006 | Mount Lemmon  | Mount Lemmon Survey | —         | MPC                           |
| 497688     | 2006 SD54  | 29 ago 2006 | Anderson Mesa | LONEOS              | —         | MPC                           |
| 497689     | 2006 SP59  | 16 set 2006 | Catalina      | CSS                 | —         | MPC                           |
| 497690     | 2006 SH63  | 19 set 2006 | Anderson Mesa | LONEOS              | —         | MPC                           |
| 497691     | 2006 SO66  | 15 set 2006 | Kitt Peak     | Spacewatch          | —         | MPC                           |
| 497692     | 2006 SP66  | 19 set 2006 | Kitt Peak     | Spacewatch          | —         | MPC                           |
| 497693     | 2006 SO67  | 19 set 2006 | Kitt Peak     | Spacewatch          | —         | MPC                           |
| 497694     | 2006 SB70  | 19 set 2006 | Kitt Peak     | Spacewatch          | —         | MPC                           |
| 497695     | 2006 SR70  | 19 set 2006 | Kitt Peak     | Spacewatch          | —         | MPC                           |
| 497696     | 2006 SZ71  | 19 set 2006 | Kitt Peak     | Spacewatch          | —         | MPC                           |
| 497697     | 2006 SZ72  | 19 set 2006 | Kitt Peak     | Spacewatch          | —         | MPC                           |
| 497698     | 2006 SO75  | 19 set 2006 | Kitt Peak     | Spacewatch          | —         | MPC                           |
| 497699     | 2006 SZ75  | 19 set 2006 | Kitt Peak     | Spacewatch          | —         | MPC                           |
| 497700     | 2006 SC80  | 18 set 2006 | Kitt Peak     | Spacewatch          | —         | MPC                           |

## 497701–497800
| Designação | Designação | Descoberta  | Descoberta    | Descobridor(es)     | Categoria | Mais informações / Referência |
| Permanente | Provisória | Data        | Local         | Descobridor(es)     | Categoria | Mais informações / Referência |
| ---------- | ---------- | ----------- | ------------- | ------------------- | --------- | ----------------------------- |
| 497701     | 2006 SL85  | 18 set 2006 | Kitt Peak     | Spacewatch          | —         | MPC                           |
| 497702     | 2006 SS85  | 18 set 2006 | Kitt Peak     | Spacewatch          | —         | MPC                           |
| 497703     | 2006 SG87  | 18 set 2006 | Kitt Peak     | Spacewatch          | —         | MPC                           |
| 497704     | 2006 SW94  | 18 set 2006 | Kitt Peak     | Spacewatch          | —         | MPC                           |
| 497705     | 2006 SF97  | 18 set 2006 | Kitt Peak     | Spacewatch          | —         | MPC                           |
| 497706     | 2006 SR97  | 18 set 2006 | Kitt Peak     | Spacewatch          | —         | MPC                           |
| 497707     | 2006 SP98  | 18 set 2006 | Kitt Peak     | Spacewatch          | —         | MPC                           |
| 497708     | 2006 SN103 | 19 set 2006 | Kitt Peak     | Spacewatch          | —         | MPC                           |
| 497709     | 2006 SX104 | 19 set 2006 | Catalina      | CSS                 | —         | MPC                           |
| 497710     | 2006 SA106 | 19 set 2006 | Kitt Peak     | Spacewatch          | —         | MPC                           |
| 497711     | 2006 SE106 | 19 set 2006 | Kitt Peak     | Spacewatch          | —         | MPC                           |
| 497712     | 2006 SN114 | 23 set 2006 | Kitt Peak     | Spacewatch          | —         | MPC                           |
| 497713     | 2006 SG116 | 24 set 2006 | Kitt Peak     | Spacewatch          | —         | MPC                           |
| 497714     | 2006 SS117 | 15 set 2006 | Kitt Peak     | Spacewatch          | —         | MPC                           |
| 497715     | 2006 SY119 | 18 set 2006 | Catalina      | CSS                 | —         | MPC                           |
| 497716     | 2006 SK131 | 18 set 2006 | Catalina      | CSS                 | —         | MPC                           |
| 497717     | 2006 SF134 | 20 set 2006 | Kitt Peak     | Spacewatch          | —         | MPC                           |
| 497718     | 2006 SH134 | 16 set 2006 | Catalina      | CSS                 | —         | MPC                           |
| 497719     | 2006 SR145 | 19 set 2006 | Kitt Peak     | Spacewatch          | —         | MPC                           |
| 497720     | 2006 SC150 | 19 set 2006 | Kitt Peak     | Spacewatch          | —         | MPC                           |
| 497721     | 2006 SZ156 | 15 set 2006 | Kitt Peak     | Spacewatch          | —         | MPC                           |
| 497722     | 2006 SB158 | 15 set 2006 | Kitt Peak     | Spacewatch          | —         | MPC                           |
| 497723     | 2006 SO163 | 24 set 2006 | Kitt Peak     | Spacewatch          | —         | MPC                           |
| 497724     | 2006 SJ166 | 25 set 2006 | Kitt Peak     | Spacewatch          | —         | MPC                           |
| 497725     | 2006 SD167 | 17 set 2006 | Kitt Peak     | Spacewatch          | —         | MPC                           |
| 497726     | 2006 SN167 | 25 set 2006 | Kitt Peak     | Spacewatch          | —         | MPC                           |
| 497727     | 2006 SB170 | 25 set 2006 | Kitt Peak     | Spacewatch          | —         | MPC                           |
| 497728     | 2006 SH171 | 17 set 2006 | Kitt Peak     | Spacewatch          | —         | MPC                           |
| 497729     | 2006 SW175 | 25 set 2006 | Kitt Peak     | Spacewatch          | —         | MPC                           |
| 497730     | 2006 SP178 | 25 set 2006 | Mount Lemmon  | Mount Lemmon Survey | —         | MPC                           |
| 497731     | 2006 SV180 | 25 set 2006 | Mount Lemmon  | Mount Lemmon Survey | —         | MPC                           |
| 497732     | 2006 SS182 | 25 set 2006 | Kitt Peak     | Spacewatch          | —         | MPC                           |
| 497733     | 2006 SQ184 | 25 set 2006 | Kitt Peak     | Spacewatch          | —         | MPC                           |
| 497734     | 2006 SO186 | 25 set 2006 | Kitt Peak     | Spacewatch          | —         | MPC                           |
| 497735     | 2006 SY192 | 26 set 2006 | Kitt Peak     | Spacewatch          | —         | MPC                           |
| 497736     | 2006 ST203 | 25 set 2006 | Kitt Peak     | Spacewatch          | —         | MPC                           |
| 497737     | 2006 ST205 | 18 set 2006 | Catalina      | CSS                 | —         | MPC                           |
| 497738     | 2006 SX206 | 25 set 2006 | Mount Lemmon  | Mount Lemmon Survey | —         | MPC                           |
| 497739     | 2006 SF213 | 27 set 2006 | Kitt Peak     | Spacewatch          | —         | MPC                           |
| 497740     | 2006 SH215 | 17 set 2006 | Kitt Peak     | Spacewatch          | —         | MPC                           |
| 497741     | 2006 SR215 | 27 set 2006 | Kitt Peak     | Spacewatch          | —         | MPC                           |
| 497742     | 2006 SP216 | 17 set 2006 | Kitt Peak     | Spacewatch          | —         | MPC                           |
| 497743     | 2006 SJ219 | 15 set 2006 | Kitt Peak     | Spacewatch          | —         | MPC                           |
| 497744     | 2006 SZ229 | 18 set 2006 | Kitt Peak     | Spacewatch          | —         | MPC                           |
| 497745     | 2006 SU232 | 26 set 2006 | Kitt Peak     | Spacewatch          | —         | MPC                           |
| 497746     | 2006 SE235 | 18 set 2006 | Kitt Peak     | Spacewatch          | —         | MPC                           |
| 497747     | 2006 SF236 | 26 set 2006 | Mount Lemmon  | Mount Lemmon Survey | —         | MPC                           |
| 497748     | 2006 SJ239 | 26 set 2006 | Kitt Peak     | Spacewatch          | —         | MPC                           |
| 497749     | 2006 SF240 | 18 set 2006 | Kitt Peak     | Spacewatch          | —         | MPC                           |
| 497750     | 2006 SM242 | 26 set 2006 | Kitt Peak     | Spacewatch          | —         | MPC                           |
| 497751     | 2006 SU247 | 15 set 2006 | Kitt Peak     | Spacewatch          | —         | MPC                           |
| 497752     | 2006 SA248 | 15 set 2006 | Kitt Peak     | Spacewatch          | —         | MPC                           |
| 497753     | 2006 SC248 | 18 set 2006 | Kitt Peak     | Spacewatch          | —         | MPC                           |
| 497754     | 2006 SE258 | 15 set 2006 | Kitt Peak     | Spacewatch          | —         | MPC                           |
| 497755     | 2006 SO264 | 26 set 2006 | Kitt Peak     | Spacewatch          | —         | MPC                           |
| 497756     | 2006 SZ278 | 28 set 2006 | Kitt Peak     | Spacewatch          | —         | MPC                           |
| 497757     | 2006 SU284 | 29 set 2006 | Anderson Mesa | LONEOS              | —         | MPC                           |
| 497758     | 2006 SQ288 | 26 set 2006 | Catalina      | CSS                 | —         | MPC                           |
| 497759     | 2006 SB290 | 29 set 2006 | Anderson Mesa | LONEOS              | —         | MPC                           |
| 497760     | 2006 SB295 | 25 set 2006 | Kitt Peak     | Spacewatch          | —         | MPC                           |
| 497761     | 2006 SO297 | 17 set 2006 | Kitt Peak     | Spacewatch          | —         | MPC                           |
| 497762     | 2006 SL303 | 17 set 2006 | Catalina      | CSS                 | —         | MPC                           |
| 497763     | 2006 SV309 | 15 set 2006 | Kitt Peak     | Spacewatch          | —         | MPC                           |
| 497764     | 2006 SE310 | 19 set 2006 | Catalina      | CSS                 | —         | MPC                           |
| 497765     | 2006 SK310 | 27 set 2006 | Kitt Peak     | Spacewatch          | —         | MPC                           |
| 497766     | 2006 SQ311 | 17 set 2006 | Kitt Peak     | Spacewatch          | —         | MPC                           |
| 497767     | 2006 SG313 | 17 set 2006 | Kitt Peak     | Spacewatch          | —         | MPC                           |
| 497768     | 2006 SG314 | 27 set 2006 | Kitt Peak     | Spacewatch          | —         | MPC                           |
| 497769     | 2006 SV315 | 17 set 2006 | Kitt Peak     | Spacewatch          | —         | MPC                           |
| 497770     | 2006 SF324 | 18 set 2006 | Kitt Peak     | Spacewatch          | —         | MPC                           |
| 497771     | 2006 SU324 | 27 set 2006 | Kitt Peak     | Spacewatch          | —         | MPC                           |
| 497772     | 2006 SP327 | 19 set 2006 | Kitt Peak     | Spacewatch          | —         | MPC                           |
| 497773     | 2006 SO328 | 27 set 2006 | Kitt Peak     | Spacewatch          | —         | MPC                           |
| 497774     | 2006 SS331 | 28 set 2006 | Mount Lemmon  | Mount Lemmon Survey | —         | MPC                           |
| 497775     | 2006 SB332 | 28 set 2006 | Mount Lemmon  | Mount Lemmon Survey | —         | MPC                           |
| 497776     | 2006 SM332 | 28 set 2006 | Mount Lemmon  | Mount Lemmon Survey | —         | MPC                           |
| 497777     | 2006 SZ338 | 28 set 2006 | Kitt Peak     | Spacewatch          | —         | MPC                           |
| 497778     | 2006 SX339 | 28 set 2006 | Kitt Peak     | Spacewatch          | —         | MPC                           |
| 497779     | 2006 SV341 | 28 set 2006 | Kitt Peak     | Spacewatch          | —         | MPC                           |
| 497780     | 2006 SL342 | 28 set 2006 | Kitt Peak     | Spacewatch          | —         | MPC                           |
| 497781     | 2006 ST358 | 30 set 2006 | Catalina      | CSS                 | —         | MPC                           |
| 497782     | 2006 SR367 | 16 set 2006 | Catalina      | CSS                 | —         | MPC                           |
| 497783     | 2006 SV382 | 28 set 2006 | Apache Point  | A. C. Becker        | —         | MPC                           |
| 497784     | 2006 SB383 | 29 set 2006 | Apache Point  | A. C. Becker        | —         | MPC                           |
| 497785     | 2006 SY384 | 29 set 2006 | Apache Point  | A. C. Becker        | —         | MPC                           |
| 497786     | 2006 SA387 | 30 set 2006 | Apache Point  | A. C. Becker        | —         | MPC                           |
| 497787     | 2006 SP387 | 30 set 2006 | Apache Point  | A. C. Becker        | —         | MPC                           |
| 497788     | 2006 SQ392 | 26 set 2006 | Mount Lemmon  | Mount Lemmon Survey | —         | MPC                           |
| 497789     | 2006 SJ397 | 25 set 2006 | Kitt Peak     | Spacewatch          | —         | MPC                           |
| 497790     | 2006 SD400 | 19 set 2006 | Catalina      | CSS                 | —         | MPC                           |
| 497791     | 2006 SL400 | 19 set 2006 | Kitt Peak     | Spacewatch          | —         | MPC                           |
| 497792     | 2006 SS401 | 30 set 2006 | Mount Lemmon  | Mount Lemmon Survey | —         | MPC                           |
| 497793     | 2006 SR402 | 26 set 2006 | Mount Lemmon  | Mount Lemmon Survey | —         | MPC                           |
| 497794     | 2006 ST402 | 26 set 2006 | Mount Lemmon  | Mount Lemmon Survey | —         | MPC                           |
| 497795     | 2006 SU402 | 26 set 2006 | Mount Lemmon  | Mount Lemmon Survey | —         | MPC                           |
| 497796     | 2006 SY408 | 27 set 2006 | Mount Lemmon  | Mount Lemmon Survey | —         | MPC                           |
| 497797     | 2006 SN410 | 17 set 2006 | Kitt Peak     | Spacewatch          | —         | MPC                           |
| 497798     | 2006 TP3   | 2 out 2006  | Mount Lemmon  | Mount Lemmon Survey | —         | MPC                           |
| 497799     | 2006 TC5   | 2 out 2006  | Mount Lemmon  | Mount Lemmon Survey | —         | MPC                           |
| 497800     | 2006 TK8   | 4 out 2006  | Mount Lemmon  | Mount Lemmon Survey | —         | MPC                           |

## 497801–497900
| Designação | Designação | Descoberta  | Descoberta   | Descobridor(es)     | Categoria | Mais informações / Referência |
| Permanente | Provisória | Data        | Local        | Descobridor(es)     | Categoria | Mais informações / Referência |
| ---------- | ---------- | ----------- | ------------ | ------------------- | --------- | ----------------------------- |
| 497801     | 2006 TB15  | 11 out 2006 | Kitt Peak    | Spacewatch          | —         | MPC                           |
| 497802     | 2006 TZ17  | 3 out 2006  | Mount Lemmon | Mount Lemmon Survey | —         | MPC                           |
| 497803     | 2006 TC23  | 30 set 2006 | Mount Lemmon | Mount Lemmon Survey | —         | MPC                           |
| 497804     | 2006 TP26  | 26 set 2006 | Mount Lemmon | Mount Lemmon Survey | —         | MPC                           |
| 497805     | 2006 TS30  | 25 set 2006 | Mount Lemmon | Mount Lemmon Survey | —         | MPC                           |
| 497806     | 2006 TW32  | 26 set 2006 | Mount Lemmon | Mount Lemmon Survey | —         | MPC                           |
| 497807     | 2006 TC36  | 12 out 2006 | Kitt Peak    | Spacewatch          | —         | MPC                           |
| 497808     | 2006 TJ40  | 27 set 2006 | Mount Lemmon | Mount Lemmon Survey | —         | MPC                           |
| 497809     | 2006 TU51  | 12 out 2006 | Kitt Peak    | Spacewatch          | —         | MPC                           |
| 497810     | 2006 TJ70  | 11 out 2006 | Kitt Peak    | Spacewatch          | —         | MPC                           |
| 497811     | 2006 TW73  | 2 out 2006  | Mount Lemmon | Mount Lemmon Survey | —         | MPC                           |
| 497812     | 2006 TP77  | 12 out 2006 | Kitt Peak    | Spacewatch          | —         | MPC                           |
| 497813     | 2006 TL81  | 2 out 2006  | Mount Lemmon | Mount Lemmon Survey | —         | MPC                           |
| 497814     | 2006 TN91  | 26 set 2006 | Mount Lemmon | Mount Lemmon Survey | —         | MPC                           |
| 497815     | 2006 TX98  | 15 out 2006 | Kitt Peak    | Spacewatch          | —         | MPC                           |
| 497816     | 2006 TF104 | 15 out 2006 | Kitt Peak    | Spacewatch          | —         | MPC                           |
| 497817     | 2006 TN104 | 15 out 2006 | Kitt Peak    | Spacewatch          | —         | MPC                           |
| 497818     | 2006 TG105 | 15 out 2006 | Kitt Peak    | Spacewatch          | —         | MPC                           |
| 497819     | 2006 TX116 | 3 out 2006  | Apache Point | A. C. Becker        | —         | MPC                           |
| 497820     | 2006 TZ119 | 12 out 2006 | Apache Point | A. C. Becker        | —         | MPC                           |
| 497821     | 2006 TR121 | 12 out 2006 | Kitt Peak    | Spacewatch          | —         | MPC                           |
| 497822     | 2006 TL124 | 3 out 2006  | Mount Lemmon | Mount Lemmon Survey | —         | MPC                           |
| 497823     | 2006 TZ128 | 2 out 2006  | Mount Lemmon | Mount Lemmon Survey | —         | MPC                           |
| 497824     | 2006 TE129 | 4 out 2006  | Mount Lemmon | Mount Lemmon Survey | —         | MPC                           |
| 497825     | 2006 TC130 | 11 out 2006 | Palomar      | NEAT                | —         | MPC                           |
| 497826     | 2006 UU    | 17 set 2006 | Kitt Peak    | Spacewatch          | —         | MPC                           |
| 497827     | 2006 UN4   | 23 set 2006 | Kitt Peak    | Spacewatch          | —         | MPC                           |
| 497828     | 2006 UY18  | 25 set 2006 | Kitt Peak    | Spacewatch          | —         | MPC                           |
| 497829     | 2006 UJ19  | 16 out 2006 | Kitt Peak    | Spacewatch          | —         | MPC                           |
| 497830     | 2006 UU19  | 25 set 2006 | Kitt Peak    | Spacewatch          | —         | MPC                           |
| 497831     | 2006 UZ20  | 16 out 2006 | Kitt Peak    | Spacewatch          | —         | MPC                           |
| 497832     | 2006 UV29  | 16 out 2006 | Kitt Peak    | Spacewatch          | —         | MPC                           |
| 497833     | 2006 UO32  | 4 out 2006  | Mount Lemmon | Mount Lemmon Survey | —         | MPC                           |
| 497834     | 2006 UX36  | 16 out 2006 | Kitt Peak    | Spacewatch          | —         | MPC                           |
| 497835     | 2006 UE38  | 16 out 2006 | Kitt Peak    | Spacewatch          | —         | MPC                           |
| 497836     | 2006 UY45  | 16 out 2006 | Kitt Peak    | Spacewatch          | —         | MPC                           |
| 497837     | 2006 UX47  | 17 out 2006 | Kitt Peak    | Spacewatch          | —         | MPC                           |
| 497838     | 2006 UH50  | 25 set 2006 | Kitt Peak    | Spacewatch          | —         | MPC                           |
| 497839     | 2006 UH53  | 4 out 2006  | Mount Lemmon | Mount Lemmon Survey | —         | MPC                           |
| 497840     | 2006 UD55  | 17 out 2006 | Kitt Peak    | Spacewatch          | —         | MPC                           |
| 497841     | 2006 UA59  | 19 out 2006 | Kitt Peak    | Spacewatch          | —         | MPC                           |
| 497842     | 2006 UP65  | 28 ago 2006 | Kitt Peak    | Spacewatch          | —         | MPC                           |
| 497843     | 2006 UB73  | 26 set 2006 | Kitt Peak    | Spacewatch          | —         | MPC                           |
| 497844     | 2006 US73  | 25 set 2006 | Kitt Peak    | Spacewatch          | —         | MPC                           |
| 497845     | 2006 UK77  | 26 set 2006 | Kitt Peak    | Spacewatch          | —         | MPC                           |
| 497846     | 2006 UA79  | 17 out 2006 | Kitt Peak    | Spacewatch          | —         | MPC                           |
| 497847     | 2006 UR79  | 3 out 2006  | Kitt Peak    | Spacewatch          | —         | MPC                           |
| 497848     | 2006 UV80  | 17 out 2006 | Catalina     | CSS                 | —         | MPC                           |
| 497849     | 2006 UG82  | 30 set 2006 | Mount Lemmon | Mount Lemmon Survey | —         | MPC                           |
| 497850     | 2006 UE86  | 28 set 2006 | Catalina     | CSS                 | —         | MPC                           |
| 497851     | 2006 UE94  | 18 out 2006 | Kitt Peak    | Spacewatch          | —         | MPC                           |
| 497852     | 2006 UC96  | 2 out 2006  | Mount Lemmon | Mount Lemmon Survey | —         | MPC                           |
| 497853     | 2006 UW97  | 30 set 2006 | Mount Lemmon | Mount Lemmon Survey | —         | MPC                           |
| 497854     | 2006 UE100 | 30 set 2006 | Mount Lemmon | Mount Lemmon Survey | —         | MPC                           |
| 497855     | 2006 UL114 | 24 set 2006 | Kitt Peak    | Spacewatch          | —         | MPC                           |
| 497856     | 2006 UR119 | 30 set 2006 | Mount Lemmon | Mount Lemmon Survey | —         | MPC                           |
| 497857     | 2006 UB122 | 19 out 2006 | Kitt Peak    | Spacewatch          | —         | MPC                           |
| 497858     | 2006 UG122 | 19 out 2006 | Kitt Peak    | Spacewatch          | —         | MPC                           |
| 497859     | 2006 US122 | 19 set 2006 | Kitt Peak    | Spacewatch          | —         | MPC                           |
| 497860     | 2006 UN134 | 2 out 2006  | Mount Lemmon | Mount Lemmon Survey | —         | MPC                           |
| 497861     | 2006 UT138 | 19 out 2006 | Kitt Peak    | Spacewatch          | —         | MPC                           |
| 497862     | 2006 UH139 | 19 out 2006 | Kitt Peak    | Spacewatch          | —         | MPC                           |
| 497863     | 2006 UX157 | 19 set 2006 | Kitt Peak    | Spacewatch          | —         | MPC                           |
| 497864     | 2006 US160 | 21 out 2006 | Mount Lemmon | Mount Lemmon Survey | —         | MPC                           |
| 497865     | 2006 UJ163 | 2 out 2006  | Mount Lemmon | Mount Lemmon Survey | —         | MPC                           |
| 497866     | 2006 UO163 | 15 nov 1995 | Kitt Peak    | Spacewatch          | —         | MPC                           |
| 497867     | 2006 UV166 | 3 out 2006  | Mount Lemmon | Mount Lemmon Survey | —         | MPC                           |
| 497868     | 2006 UV174 | 26 set 2006 | Catalina     | CSS                 | —         | MPC                           |
| 497869     | 2006 UC189 | 28 set 2006 | Catalina     | CSS                 | —         | MPC                           |
| 497870     | 2006 UT195 | 27 set 2006 | Kitt Peak    | Spacewatch          | —         | MPC                           |
| 497871     | 2006 UU196 | 20 out 2006 | Kitt Peak    | Spacewatch          | —         | MPC                           |
| 497872     | 2006 UH197 | 20 out 2006 | Kitt Peak    | Spacewatch          | —         | MPC                           |
| 497873     | 2006 US197 | 20 out 2006 | Kitt Peak    | Spacewatch          | —         | MPC                           |
| 497874     | 2006 UJ209 | 4 out 2006  | Mount Lemmon | Mount Lemmon Survey | —         | MPC                           |
| 497875     | 2006 UN211 | 4 out 2006  | Mount Lemmon | Mount Lemmon Survey | —         | MPC                           |
| 497876     | 2006 UO213 | 20 abr 2004 | Kitt Peak    | Spacewatch          | —         | MPC                           |
| 497877     | 2006 UF214 | 4 out 2006  | Mount Lemmon | Mount Lemmon Survey | —         | MPC                           |
| 497878     | 2006 UF219 | 26 set 2006 | Mount Lemmon | Mount Lemmon Survey | —         | MPC                           |
| 497879     | 2006 UZ221 | 16 set 2006 | Catalina     | CSS                 | —         | MPC                           |
| 497880     | 2006 US227 | 20 out 2006 | Palomar      | NEAT                | —         | MPC                           |
| 497881     | 2006 UC239 | 28 set 2006 | Mount Lemmon | Mount Lemmon Survey | —         | MPC                           |
| 497882     | 2006 UF243 | 25 set 2006 | Kitt Peak    | Spacewatch          | —         | MPC                           |
| 497883     | 2006 UC251 | 28 set 2006 | Mount Lemmon | Mount Lemmon Survey | —         | MPC                           |
| 497884     | 2006 UD254 | 27 out 2006 | Mount Lemmon | Mount Lemmon Survey | —         | MPC                           |
| 497885     | 2006 UX261 | 28 out 2006 | Mount Lemmon | Mount Lemmon Survey | —         | MPC                           |
| 497886     | 2006 UL266 | 27 out 2006 | Kitt Peak    | Spacewatch          | —         | MPC                           |
| 497887     | 2006 UM266 | 27 out 2006 | Kitt Peak    | Spacewatch          | —         | MPC                           |
| 497888     | 2006 UQ274 | 14 set 2006 | Kitt Peak    | Spacewatch          | —         | MPC                           |
| 497889     | 2006 UU275 | 2 out 2006  | Mount Lemmon | Mount Lemmon Survey | —         | MPC                           |
| 497890     | 2006 UC278 | 28 out 2006 | Kitt Peak    | Spacewatch          | —         | MPC                           |
| 497891     | 2006 UF279 | 30 set 2006 | Catalina     | CSS                 | —         | MPC                           |
| 497892     | 2006 UB283 | 28 out 2006 | Kitt Peak    | Spacewatch          | —         | MPC                           |
| 497893     | 2006 UZ287 | 16 out 2006 | Kitt Peak    | Spacewatch          | —         | MPC                           |
| 497894     | 2006 UR288 | 26 set 2006 | Kitt Peak    | Spacewatch          | —         | MPC                           |
| 497895     | 2006 UQ302 | 30 set 2006 | Mount Lemmon | Mount Lemmon Survey | —         | MPC                           |
| 497896     | 2006 UR322 | 16 out 2006 | Kitt Peak    | Spacewatch          | —         | MPC                           |
| 497897     | 2006 UH323 | 30 set 2006 | Mount Lemmon | Mount Lemmon Survey | —         | MPC                           |
| 497898     | 2006 UJ323 | 19 out 2006 | Kitt Peak    | M. W. Buie          | —         | MPC                           |
| 497899     | 2006 UM340 | 21 out 2006 | Kitt Peak    | Spacewatch          | —         | MPC                           |
| 497900     | 2006 UT358 | 18 out 2006 | Kitt Peak    | Spacewatch          | —         | MPC                           |

## 497901–498000
| Designação | Designação | Descoberta  | Descoberta   | Descobridor(es)     | Categoria | Mais informações / Referência |
| Permanente | Provisória | Data        | Local        | Descobridor(es)     | Categoria | Mais informações / Referência |
| ---------- | ---------- | ----------- | ------------ | ------------------- | --------- | ----------------------------- |
| 497901     | 2006 UR359 | 21 out 2006 | Kitt Peak    | Spacewatch          | —         | MPC                           |
| 497902     | 2006 UU359 | 3 out 2006  | Mount Lemmon | Mount Lemmon Survey | —         | MPC                           |
| 497903     | 2006 VU5   | 28 set 2006 | Mount Lemmon | Mount Lemmon Survey | —         | MPC                           |
| 497904     | 2006 VH7   | 27 out 2006 | Mount Lemmon | Mount Lemmon Survey | —         | MPC                           |
| 497905     | 2006 VC8   | 1 nov 2006  | Mount Lemmon | Mount Lemmon Survey | —         | MPC                           |
| 497906     | 2006 VB19  | 9 nov 2006  | Kitt Peak    | Spacewatch          | —         | MPC                           |
| 497907     | 2006 VA20  | 9 nov 2006  | Kitt Peak    | Spacewatch          | —         | MPC                           |
| 497908     | 2006 VN26  | 28 set 2006 | Mount Lemmon | Mount Lemmon Survey | —         | MPC                           |
| 497909     | 2006 VV26  | 27 set 2006 | Mount Lemmon | Mount Lemmon Survey | —         | MPC                           |
| 497910     | 2006 VT38  | 21 out 2006 | Kitt Peak    | Spacewatch          | —         | MPC                           |
| 497911     | 2006 VQ40  | 12 nov 2006 | Mount Lemmon | Mount Lemmon Survey | —         | MPC                           |
| 497912     | 2006 VS45  | 13 nov 2006 | Socorro      | LINEAR              | —         | MPC                           |
| 497913     | 2006 VZ46  | 9 nov 2006  | Kitt Peak    | Spacewatch          | —         | MPC                           |
| 497914     | 2006 VF53  | 11 nov 2006 | Kitt Peak    | Spacewatch          | —         | MPC                           |
| 497915     | 2006 VZ53  | 23 out 2006 | Kitt Peak    | Spacewatch          | —         | MPC                           |
| 497916     | 2006 VQ57  | 11 nov 2006 | Kitt Peak    | Spacewatch          | —         | MPC                           |
| 497917     | 2006 VK58  | 22 out 2006 | Mount Lemmon | Mount Lemmon Survey | —         | MPC                           |
| 497918     | 2006 VT59  | 11 nov 2006 | Kitt Peak    | Spacewatch          | —         | MPC                           |
| 497919     | 2006 VZ68  | 11 nov 2006 | Kitt Peak    | Spacewatch          | —         | MPC                           |
| 497920     | 2006 VF81  | 31 out 2006 | Mount Lemmon | Mount Lemmon Survey | —         | MPC                           |
| 497921     | 2006 VG82  | 13 nov 2006 | Kitt Peak    | Spacewatch          | —         | MPC                           |
| 497922     | 2006 VC97  | 11 nov 2006 | Kitt Peak    | Spacewatch          | —         | MPC                           |
| 497923     | 2006 VJ98  | 11 nov 2006 | Kitt Peak    | Spacewatch          | —         | MPC                           |
| 497924     | 2006 VV107 | 28 set 2006 | Mount Lemmon | Mount Lemmon Survey | —         | MPC                           |
| 497925     | 2006 VT117 | 31 out 2006 | Kitt Peak    | Spacewatch          | —         | MPC                           |
| 497926     | 2006 VL121 | 19 out 2006 | Catalina     | CSS                 | —         | MPC                           |
| 497927     | 2006 VP125 | 1 nov 2006  | Mount Lemmon | Mount Lemmon Survey | —         | MPC                           |
| 497928     | 2006 VJ131 | 15 nov 2006 | Kitt Peak    | Spacewatch          | —         | MPC                           |
| 497929     | 2006 VX138 | 27 out 2006 | Mount Lemmon | Mount Lemmon Survey | —         | MPC                           |
| 497930     | 2006 VY143 | 23 out 2006 | Catalina     | CSS                 | —         | MPC                           |
| 497931     | 2006 VW171 | 11 nov 2006 | Kitt Peak    | Spacewatch          | —         | MPC                           |
| 497932     | 2006 WX28  | 28 set 2006 | Mount Lemmon | Mount Lemmon Survey | —         | MPC                           |
| 497933     | 2006 WB32  | 23 out 2006 | Mount Lemmon | Mount Lemmon Survey | —         | MPC                           |
| 497934     | 2006 WZ43  | 16 nov 2006 | Mount Lemmon | Mount Lemmon Survey | —         | MPC                           |
| 497935     | 2006 WN45  | 30 set 2006 | Mount Lemmon | Mount Lemmon Survey | —         | MPC                           |
| 497936     | 2006 WO45  | 16 nov 2006 | Mount Lemmon | Mount Lemmon Survey | —         | MPC                           |
| 497937     | 2006 WQ57  | 19 out 2006 | Catalina     | CSS                 | —         | MPC                           |
| 497938     | 2006 WS72  | 25 set 2006 | Mount Lemmon | Mount Lemmon Survey | —         | MPC                           |
| 497939     | 2006 WS96  | 28 set 2006 | Mount Lemmon | Mount Lemmon Survey | —         | MPC                           |
| 497940     | 2006 WP104 | 19 nov 2006 | Kitt Peak    | Spacewatch          | —         | MPC                           |
| 497941     | 2006 WB110 | 19 nov 2006 | Kitt Peak    | Spacewatch          | —         | MPC                           |
| 497942     | 2006 WX110 | 19 nov 2006 | Kitt Peak    | Spacewatch          | —         | MPC                           |
| 497943     | 2006 WA133 | 27 out 2006 | Mount Lemmon | Mount Lemmon Survey | —         | MPC                           |
| 497944     | 2006 WQ135 | 23 out 2006 | Mount Lemmon | Mount Lemmon Survey | —         | MPC                           |
| 497945     | 2006 WK146 | 20 nov 2006 | Socorro      | LINEAR              | —         | MPC                           |
| 497946     | 2006 WY147 | 28 set 2006 | Mount Lemmon | Mount Lemmon Survey | —         | MPC                           |
| 497947     | 2006 WV149 | 20 nov 2006 | Kitt Peak    | Spacewatch          | —         | MPC                           |
| 497948     | 2006 WR150 | 20 nov 2006 | Kitt Peak    | Spacewatch          | —         | MPC                           |
| 497949     | 2006 WK158 | 22 nov 2006 | Kitt Peak    | Spacewatch          | —         | MPC                           |
| 497950     | 2006 WP179 | 24 nov 2006 | Mount Lemmon | Mount Lemmon Survey | —         | MPC                           |
| 497951     | 2006 WD188 | 16 nov 2006 | Kitt Peak    | Spacewatch          | —         | MPC                           |
| 497952     | 2006 WF195 | 28 set 2006 | Mount Lemmon | Mount Lemmon Survey | —         | MPC                           |
| 497953     | 2006 WW205 | 27 nov 2006 | Mount Lemmon | Mount Lemmon Survey | —         | MPC                           |
| 497954     | 2006 XG11  | 31 out 2006 | Kitt Peak    | Spacewatch          | —         | MPC                           |
| 497955     | 2006 XX12  | 1 dez 2006  | Mount Lemmon | Mount Lemmon Survey | —         | MPC                           |
| 497956     | 2006 XE19  | 11 dez 2006 | Kitt Peak    | Spacewatch          | —         | MPC                           |
| 497957     | 2006 XD34  | 11 dez 2006 | Kitt Peak    | Spacewatch          | —         | MPC                           |
| 497958     | 2006 XG35  | 11 dez 2006 | Kitt Peak    | Spacewatch          | —         | MPC                           |
| 497959     | 2006 XZ49  | 15 nov 2006 | Mount Lemmon | Mount Lemmon Survey | —         | MPC                           |
| 497960     | 2006 XP51  | 23 out 2006 | Catalina     | CSS                 | —         | MPC                           |
| 497961     | 2007 AC8   | 23 dez 2006 | Catalina     | CSS                 | —         | MPC                           |
| 497962     | 2007 AA28  | 10 jan 2007 | Mount Lemmon | Mount Lemmon Survey | —         | MPC                           |
| 497963     | 2007 AD29  | 10 jan 2007 | Mount Lemmon | Mount Lemmon Survey | —         | MPC                           |
| 497964     | 2007 AT29  | 10 jan 2007 | Kitt Peak    | Spacewatch          | —         | MPC                           |
| 497965     | 2007 BQ1   | 16 jan 2007 | Catalina     | CSS                 | —         | MPC                           |
| 497966     | 2007 BO11  | 17 jan 2007 | Kitt Peak    | Spacewatch          | —         | MPC                           |
| 497967     | 2007 BF22  | 24 jan 2007 | Socorro      | LINEAR              | —         | MPC                           |
| 497968     | 2007 BW32  | 24 jan 2007 | Mount Lemmon | Mount Lemmon Survey | —         | MPC                           |
| 497969     | 2007 BO33  | 8 jan 2007  | Mount Lemmon | Mount Lemmon Survey | —         | MPC                           |
| 497970     | 2007 BB39  | 24 dez 2006 | Kitt Peak    | Spacewatch          | —         | MPC                           |
| 497971     | 2007 BU41  | 22 nov 2006 | Mount Lemmon | Mount Lemmon Survey | —         | MPC                           |
| 497972     | 2007 BL79  | 27 jan 2007 | Kitt Peak    | Spacewatch          | —         | MPC                           |
| 497973     | 2007 BG80  | 17 jan 2007 | Palomar      | NEAT                | —         | MPC                           |
| 497974     | 2007 BQ101 | 27 jan 2007 | Kitt Peak    | Spacewatch          | —         | MPC                           |
| 497975     | 2007 CZ10  | 10 jan 2007 | Mount Lemmon | Mount Lemmon Survey | —         | MPC                           |
| 497976     | 2007 CT16  | 8 fev 2007  | Mount Lemmon | Mount Lemmon Survey | —         | MPC                           |
| 497977     | 2007 CO27  | 9 jan 2007  | Mount Lemmon | Mount Lemmon Survey | —         | MPC                           |
| 497978     | 2007 CS29  | 25 jan 2007 | Kitt Peak    | Spacewatch          | —         | MPC                           |
| 497979     | 2007 CF37  | 27 jan 2007 | Kitt Peak    | Spacewatch          | —         | MPC                           |
| 497980     | 2007 CM45  | 27 nov 2006 | Mount Lemmon | Mount Lemmon Survey | —         | MPC                           |
| 497981     | 2007 CA58  | 9 fev 2007  | Catalina     | CSS                 | —         | MPC                           |
| 497982     | 2007 CJ79  | 9 fev 2007  | Catalina     | CSS                 | —         | MPC                           |
| 497983     | 2007 DS15  | 17 fev 2007 | Kitt Peak    | Spacewatch          | —         | MPC                           |
| 497984     | 2007 DR18  | 17 fev 2007 | Kitt Peak    | Spacewatch          | —         | MPC                           |
| 497985     | 2007 DT18  | 17 fev 2007 | Kitt Peak    | Spacewatch          | —         | MPC                           |
| 497986     | 2007 DC23  | 17 fev 2007 | Kitt Peak    | Spacewatch          | —         | MPC                           |
| 497987     | 2007 DF24  | 17 fev 2007 | Kitt Peak    | Spacewatch          | —         | MPC                           |
| 497988     | 2007 DK30  | 17 fev 2007 | Kitt Peak    | Spacewatch          | —         | MPC                           |
| 497989     | 2007 DD40  | 10 jan 2007 | Kitt Peak    | Spacewatch          | —         | MPC                           |
| 497990     | 2007 DC44  | 17 fev 2007 | Mount Lemmon | Mount Lemmon Survey | —         | MPC                           |
| 497991     | 2007 DH52  | 17 fev 2007 | Mount Lemmon | Mount Lemmon Survey | —         | MPC                           |
| 497992     | 2007 DT66  | 21 fev 2007 | Kitt Peak    | Spacewatch          | —         | MPC                           |
| 497993     | 2007 DA75  | 21 fev 2007 | Kitt Peak    | Spacewatch          | —         | MPC                           |
| 497994     | 2007 DF94  | 23 fev 2007 | Kitt Peak    | Spacewatch          | —         | MPC                           |
| 497995     | 2007 DC100 | 25 fev 2007 | Mount Lemmon | Mount Lemmon Survey | —         | MPC                           |
| 497996     | 2007 DV110 | 22 fev 2007 | Kitt Peak    | Spacewatch          | —         | MPC                           |
| 497997     | 2007 EK19  | 27 jan 2007 | Kitt Peak    | Spacewatch          | —         | MPC                           |
| 497998     | 2007 EH50  | 10 mar 2007 | Mount Lemmon | Mount Lemmon Survey | —         | MPC                           |
| 497999     | 2007 EO55  | 12 mar 2007 | Mount Lemmon | Mount Lemmon Survey | —         | MPC                           |
| 498000     | 2007 EO58  | 6 fev 2007  | Kitt Peak    | Spacewatch          | —         | MPC                           |